# Каунис и Тойвола
«Каунис и Тойвола» (фин. Kaunis ja toivola) — название акционерного общества, созданного предпринимателем и архитектором В. К. Орловским в начале XX века, когда после строительства железной дороги Санкт-Петербург — Хельсинки на побережье Финского залива развернулось интенсивное дачное строительство.

## Историческая справка

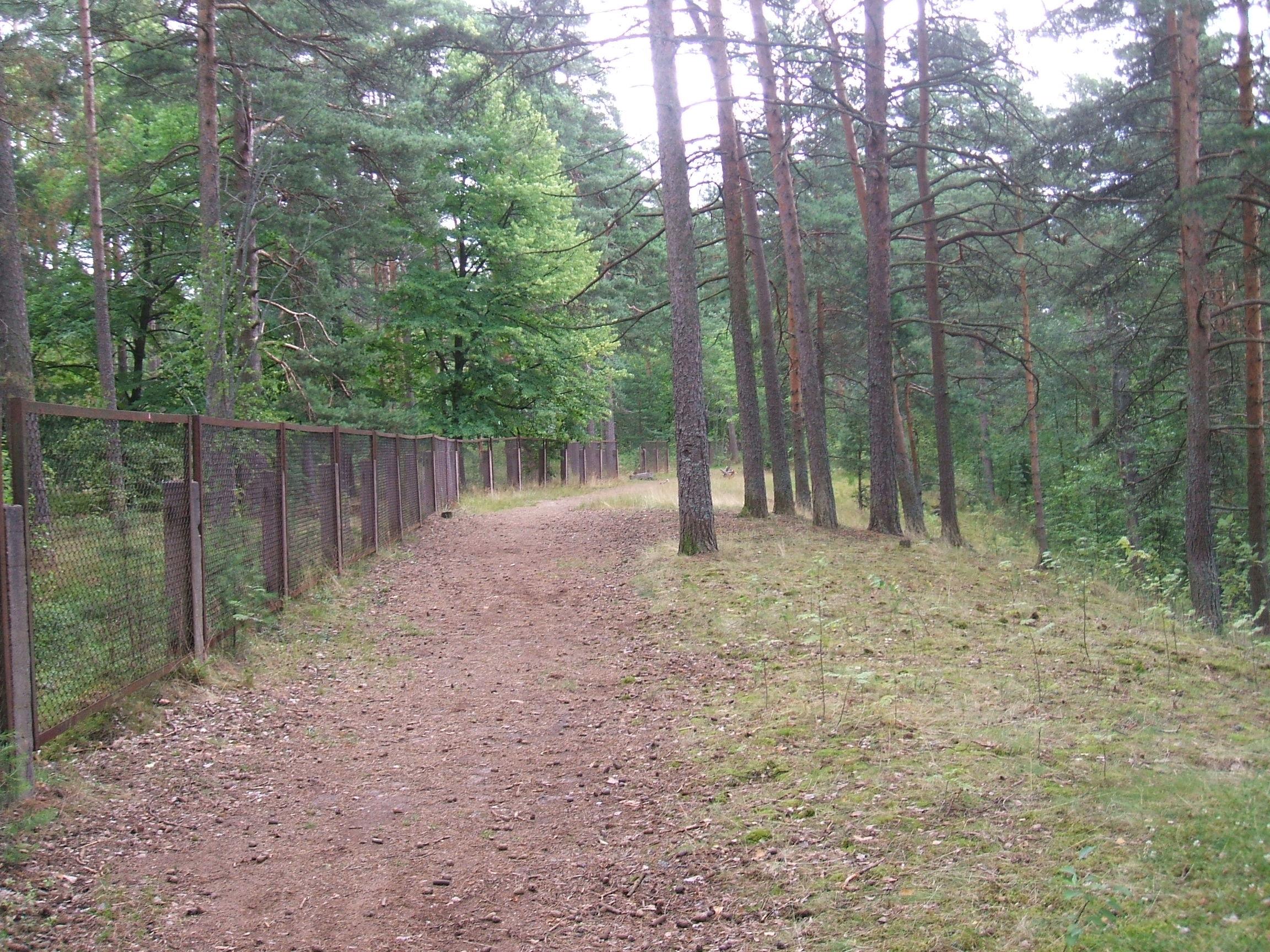
В парке «Корниш»

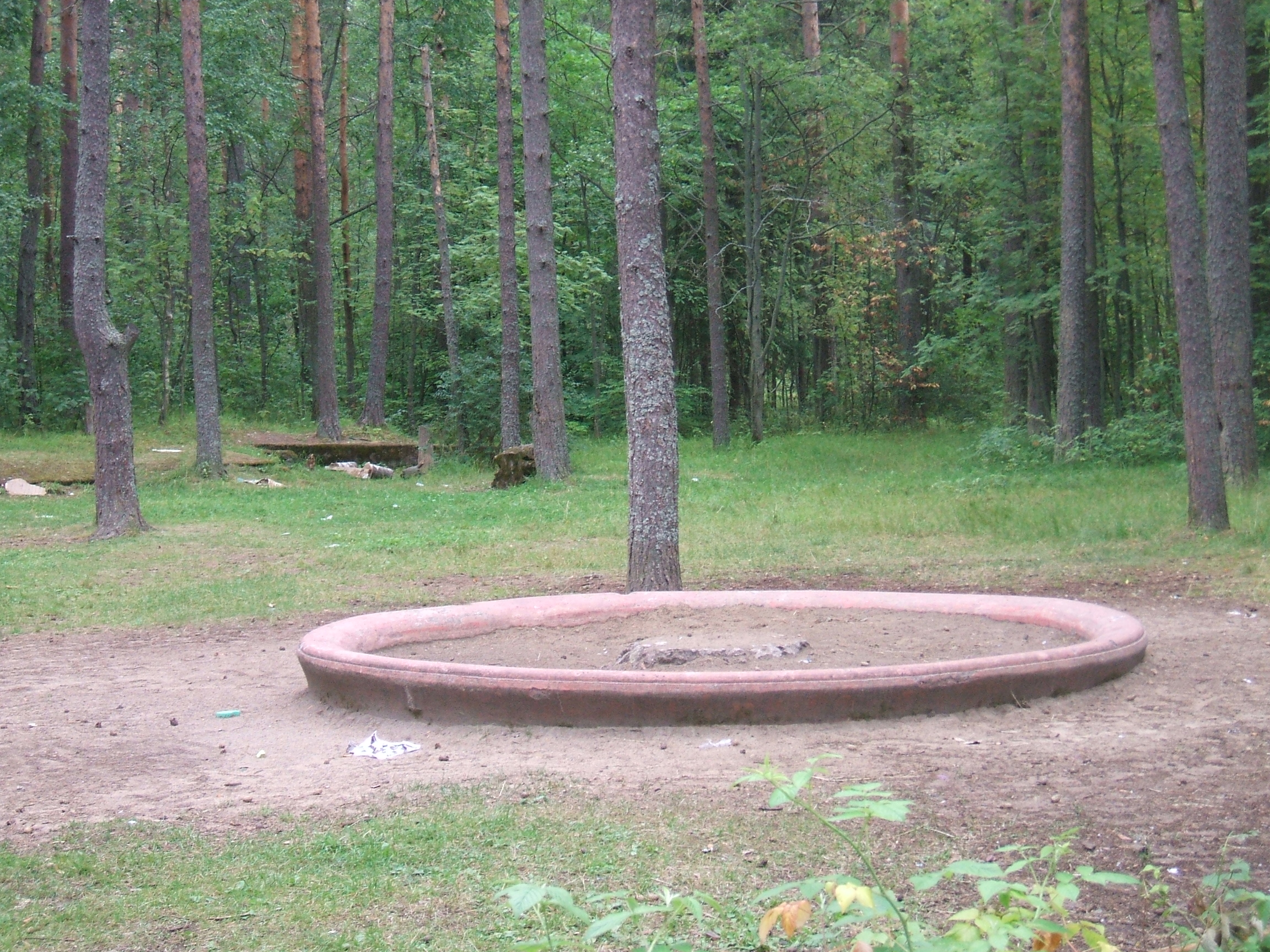
В парке «Корниш»

Дословно «Каунис и Тойвола» в переводе с финского означает место прекрасных надежд. Однако на самом месте это были два соседних земельных участка, принадлежавших финским землевладельцам Тойвола и Каунису. В 1904 году участки выкупил Владимир Константинович Орловский. Разделив большое землевладение на небольшие усадьбы, продавал их петербуржцам под дачи. Орловский зарегистрировал акционерное общество «Каунис и Тойвола» с уставным капиталом в 2,5 млн рублей и центральной конторой в доме «Зингера» на Невском проспекте. Одновременно было организовано производство строительных материалов, проектирование и строительство особняков, прокладка дорог, производство электроэнергии и уличное электроосвещение, планировалась прокладка трамвайной линии. Заложены парки «Каменная гора», «Корниш». Интенсивное развитие посёлка было прервано Октябрьским переворотом 1917 года.
Парк «Каменная гора» является самым близким к Санкт-Петербургу и самым южным на Карельском перешейке выходом гранитного кристаллического щита на поверхность. Находится рядом со станцией Ушково.
Пейзажный парк «Корниш» располагается на высоком обрыве в 200—300 м от берега Финского залива. На террасе этой возвышенности были построены дачи акционерного общества. Сохранился «Нагорный бульвар Корниш», устроенный вдоль бровки литоринового уступа в имении В. К. Орловского в начале XX века. Бульвар Корниш был задуман как прогулочная дорога длиной более 700 м, откуда открываются виды на нижнюю террасу и Финский залив. Сохранились остатки декоративных ворот из бетона, ограды и фундаменты сооружений. К западу от оврага, прорезающего литориновый уступ, на крутом склоне сохранилась подпорная стенка из крупных гранитных глыб. Она служила основанием смотровой площадки на территории бывшей дачи А. Д. Шереметьева, построенной в конце XIX века — начале XX века. О более позднем периоде в истории Карельского перешейка напоминают остатки финской оборонительной линии VT («Ваммелсуу-Тайпале»), сооружённой в 1941-1944 годах. Линия представляет собой полосу траншей и противотанковых надолбов шириной до 10 м, выходящих к побережью Финского залива.

## Современность
В настоящее время основная часть сохранившихся дач АО «Каунис и Тойвола» находится на территории детского туберкулезного санатория «Жемчужина», они являются корпусами санатория.
Две дачи Акционерного общества «Каунис и Тойвола» (современный адрес: посёлок Ушково, Пляжевая улица, дом 10 (литеры Б, Ю, К); Дачная улица; Пионерская улица, корпуса 2, 3), а также нагорный бульвар «Корниш» и дачи на той же территории по адресу Пляжевая улица, дом 10 литера Ж, дом 14 литера А включены в Единый государственный реестр объектов культурного наследия (памятников истории и культуры) народов Российской Федерации:
- Закон Санкт-Петербурга от 05.07.1999 № 174-27
- Закон Санкт-Петербурга от 02.07.1997 № 141/47
- Указ Президента РФ от 05.05.1997 № 452
- Решение Исполкома Ленгорсовета от 05.12.1988 № 963

## Галерея

Парк «Каменная Гора»
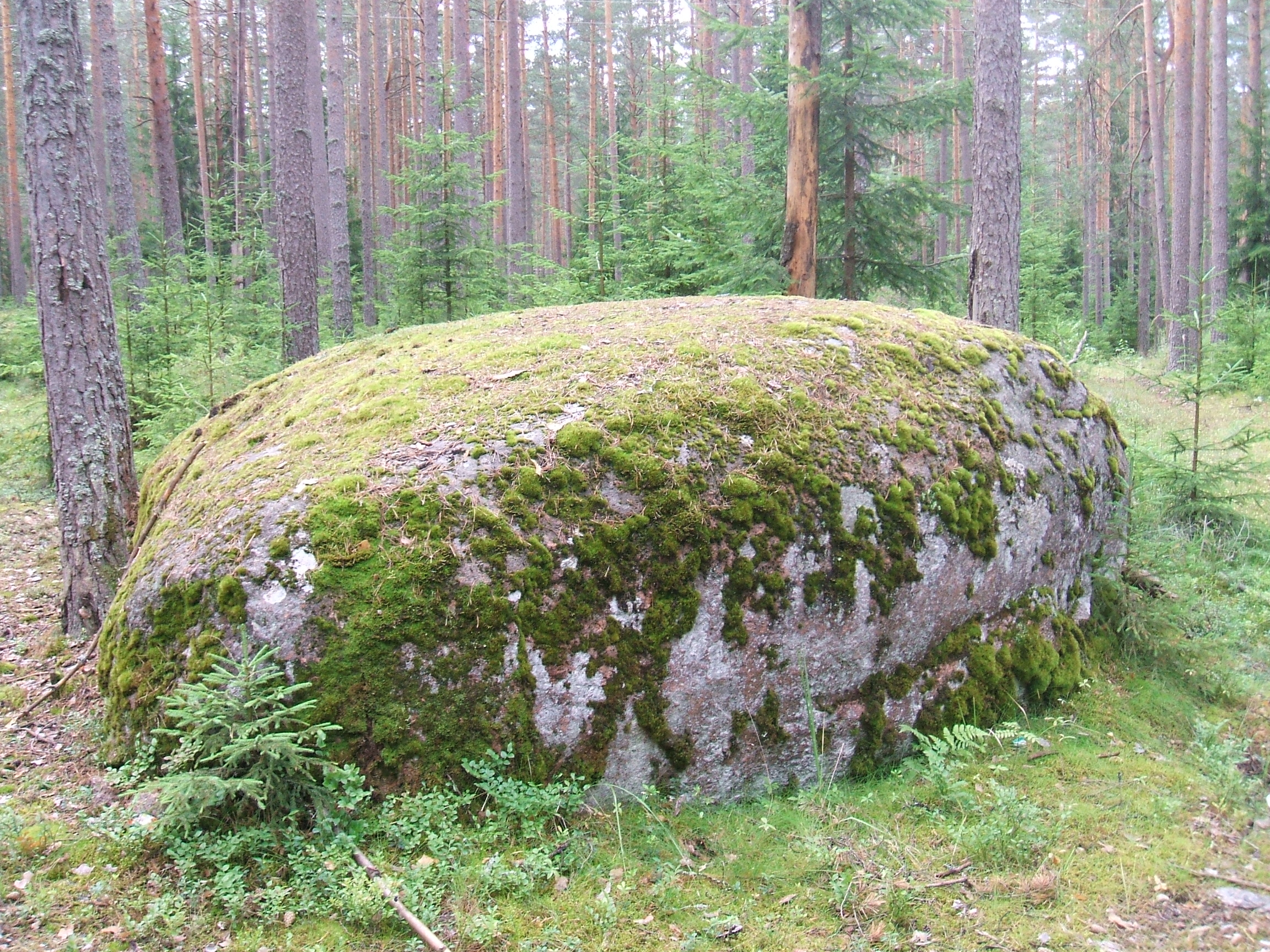
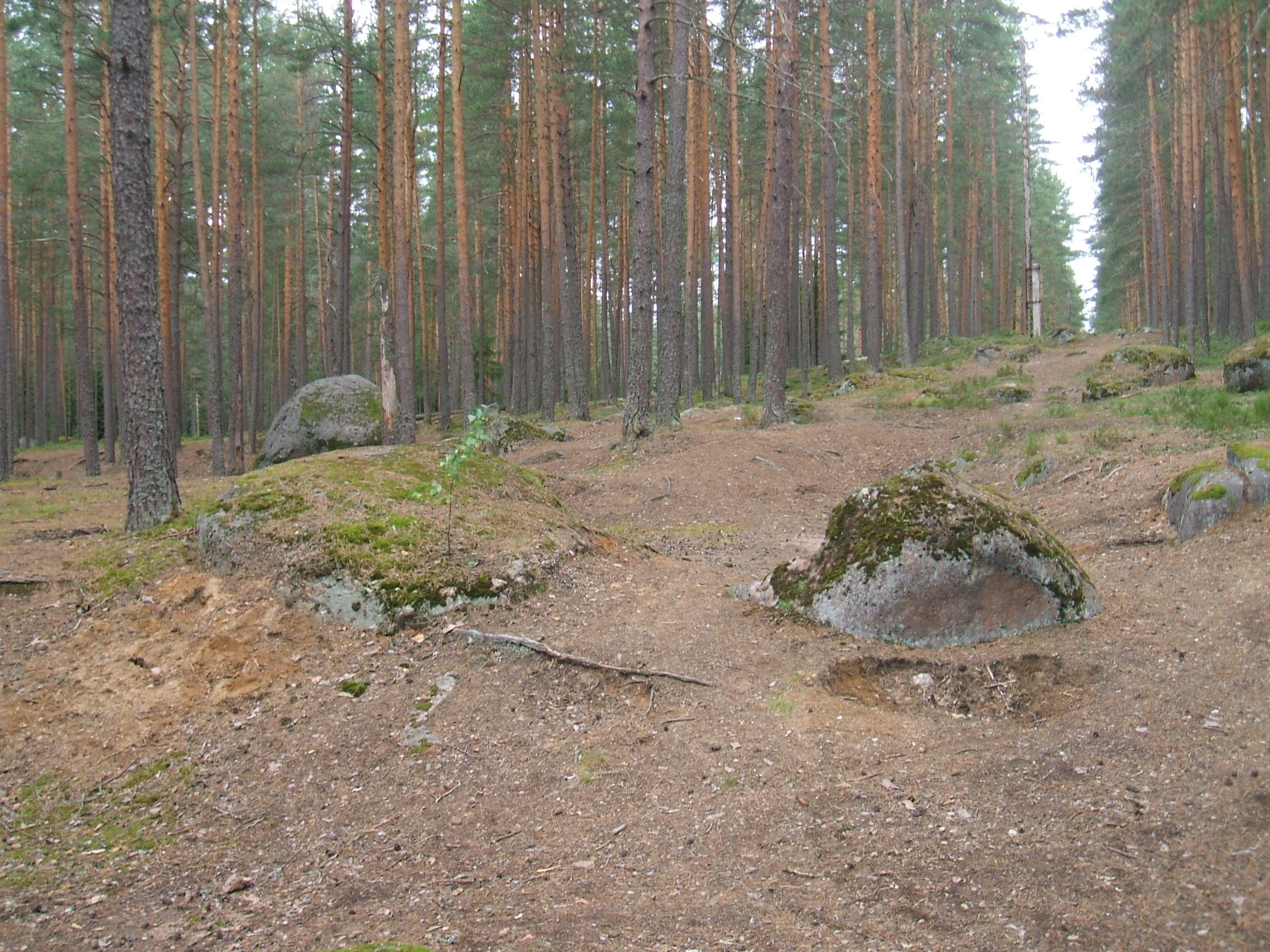
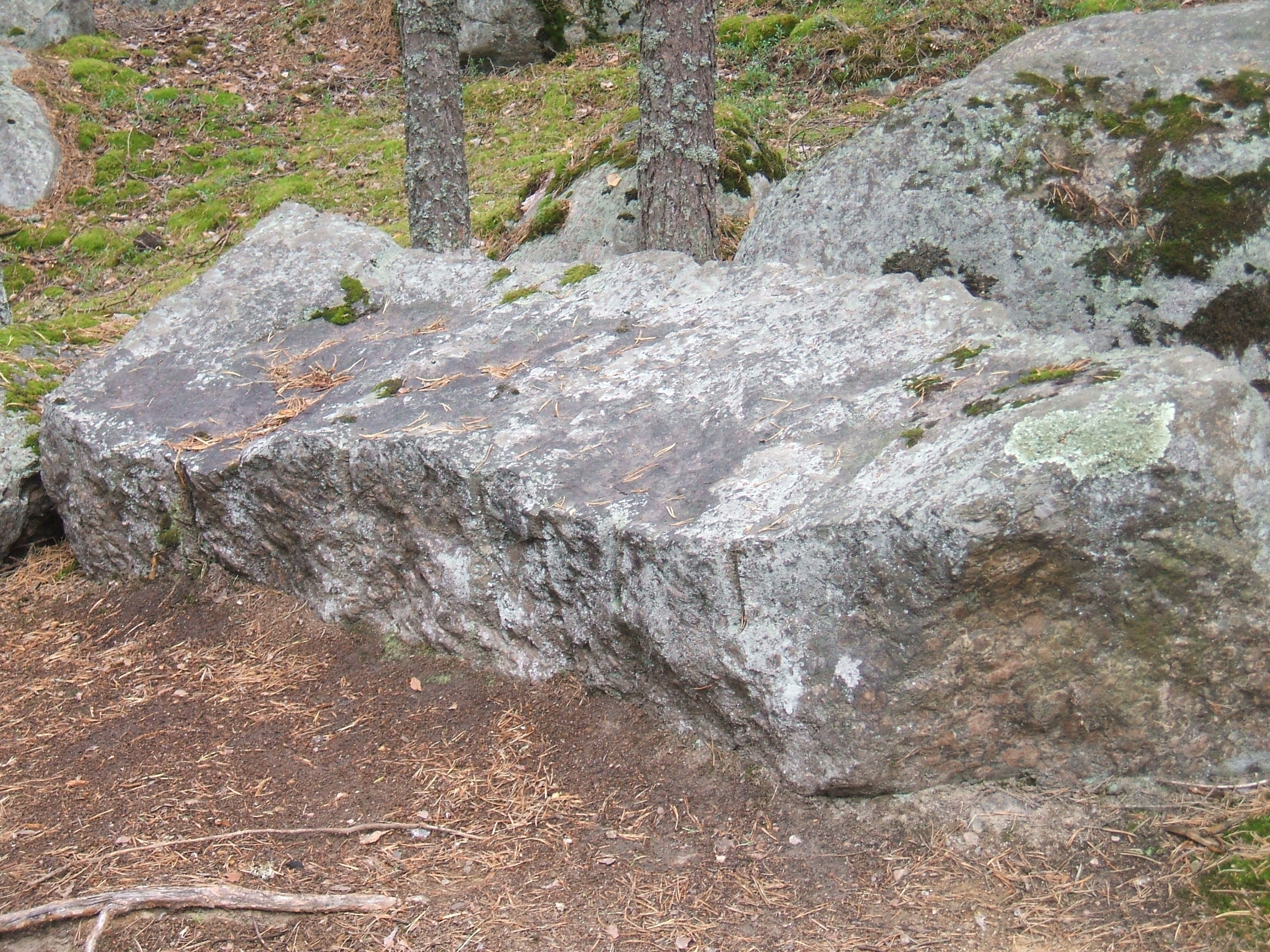
Добывались блоки
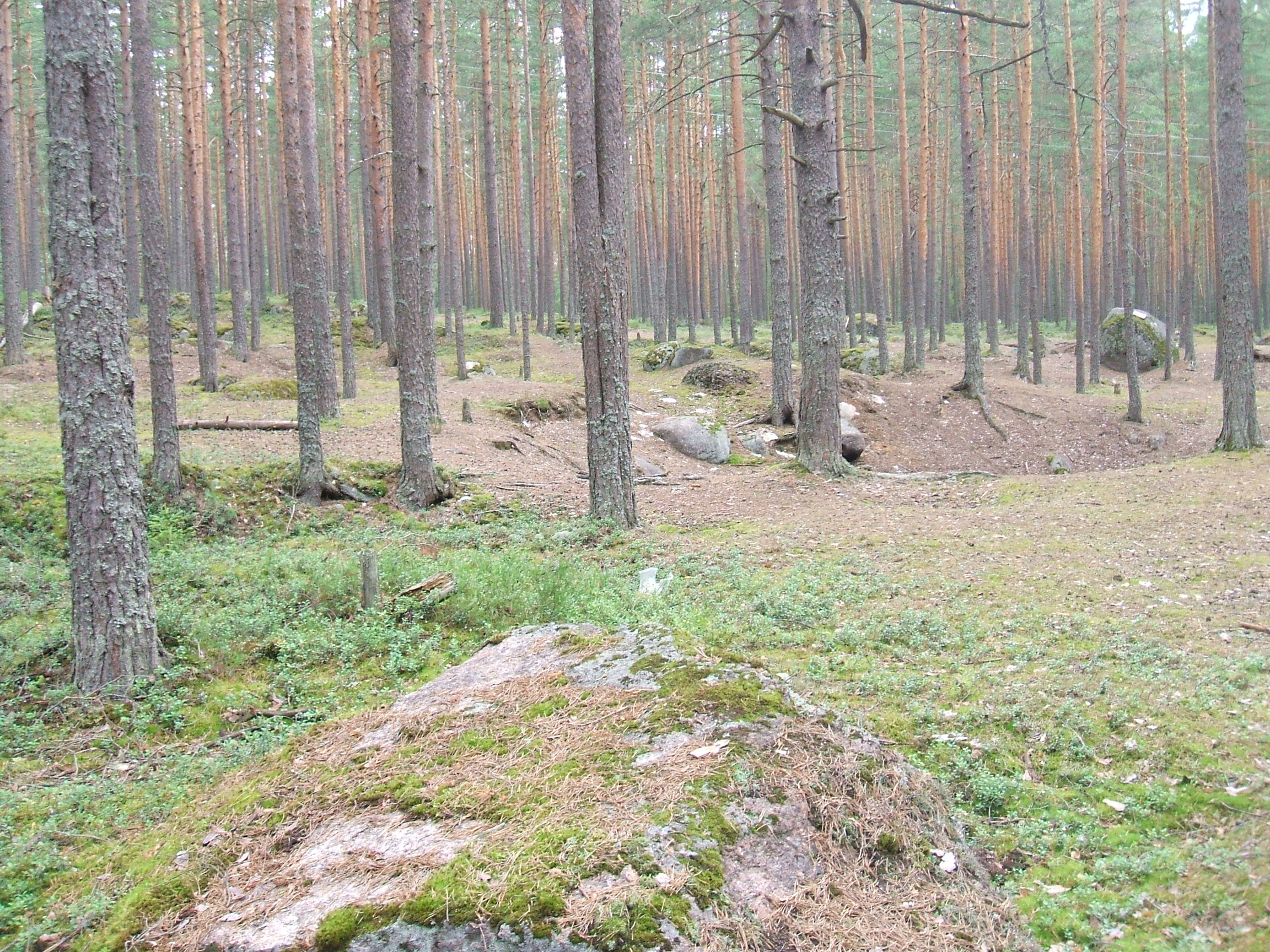

Дома А.О. «Каунис и Тойвола»
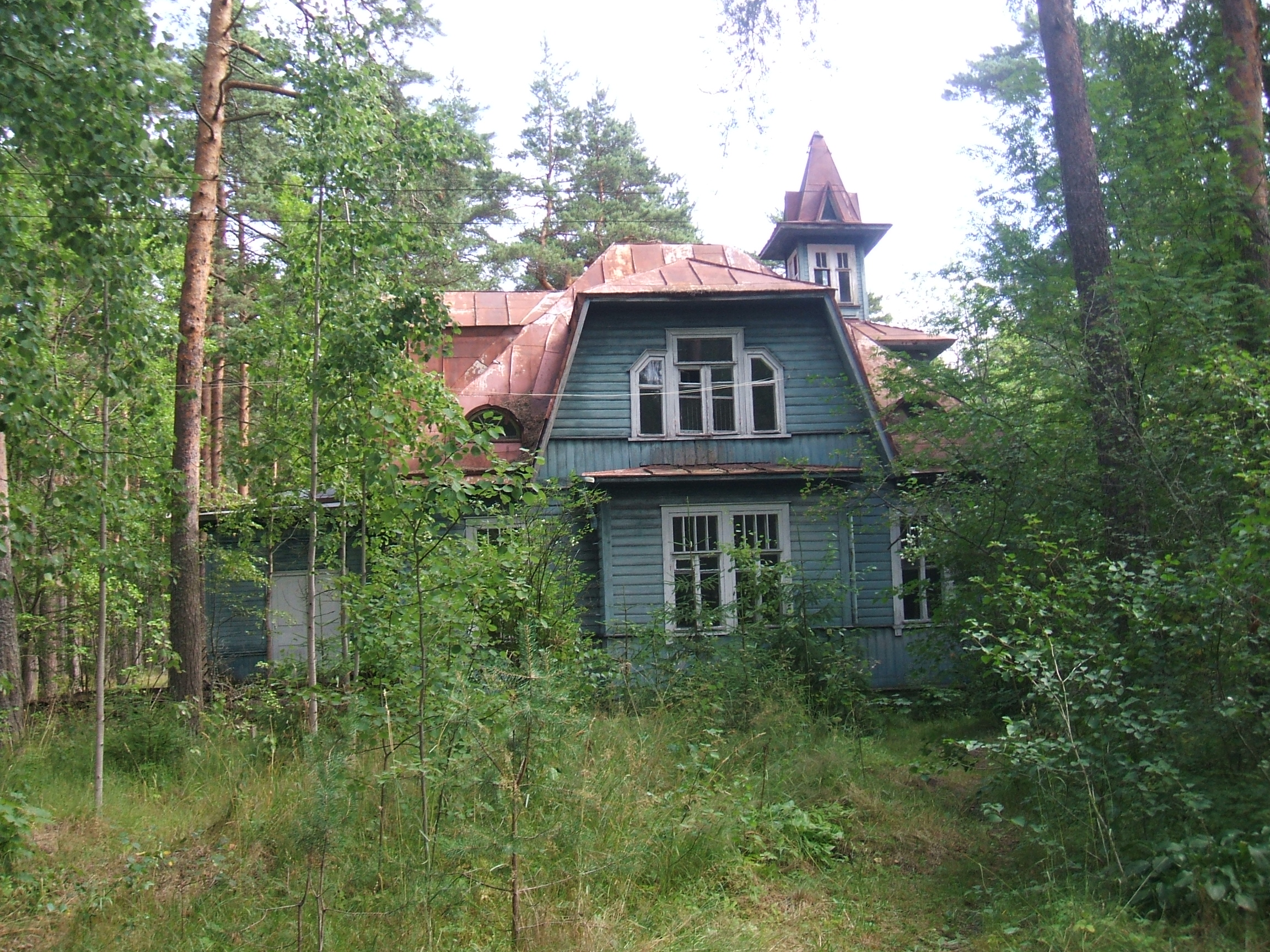
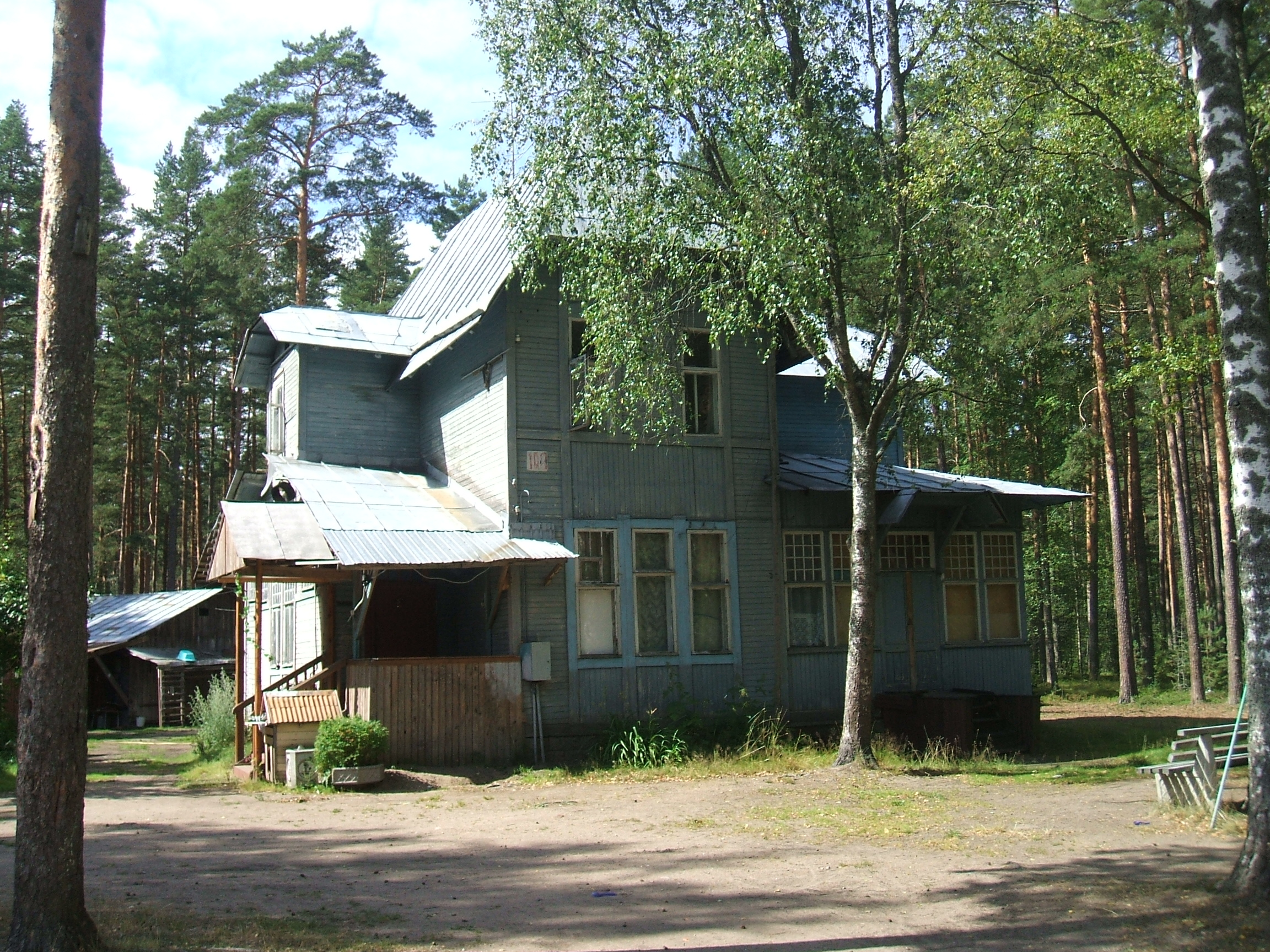
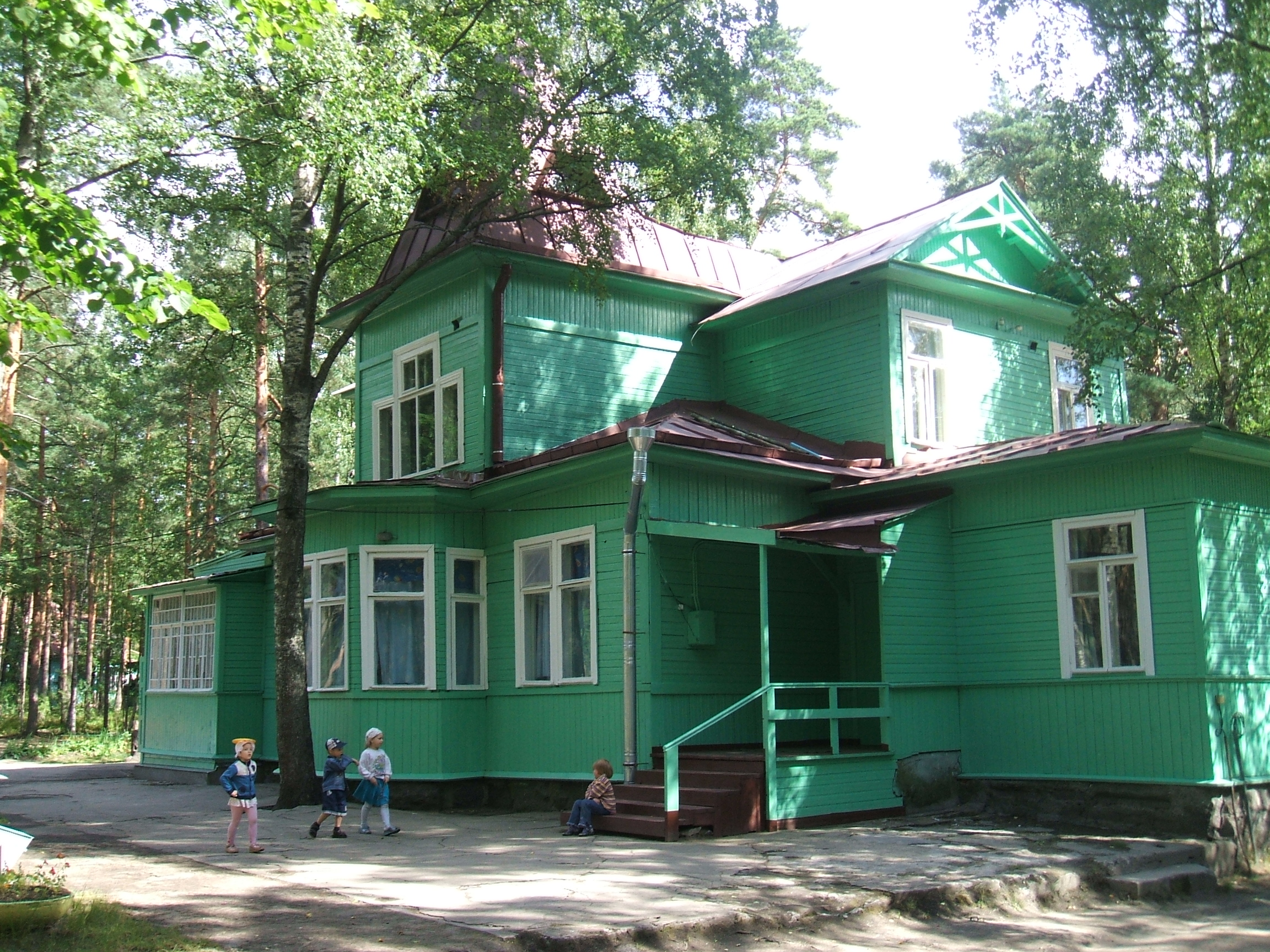
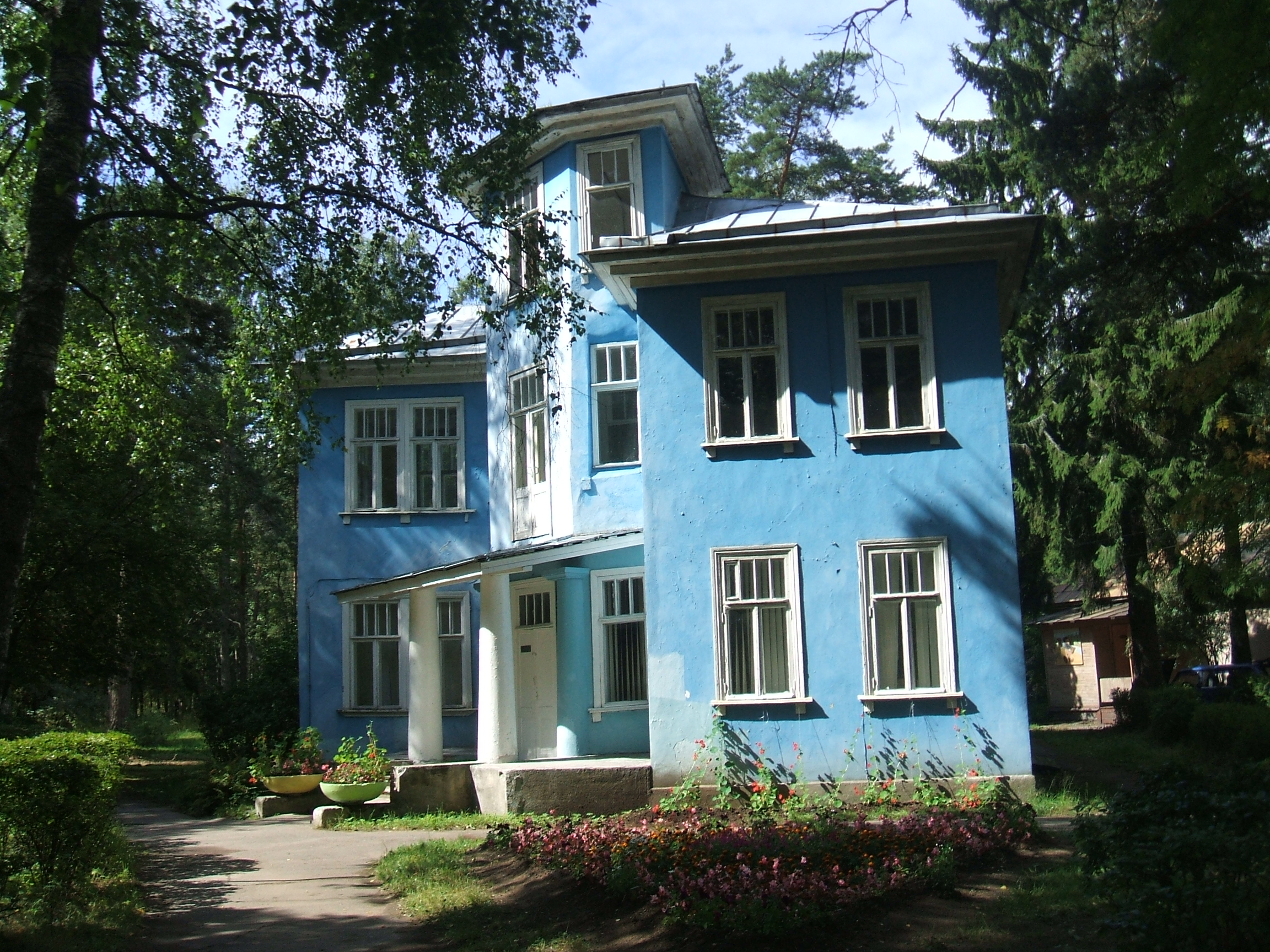
Лит.Ж
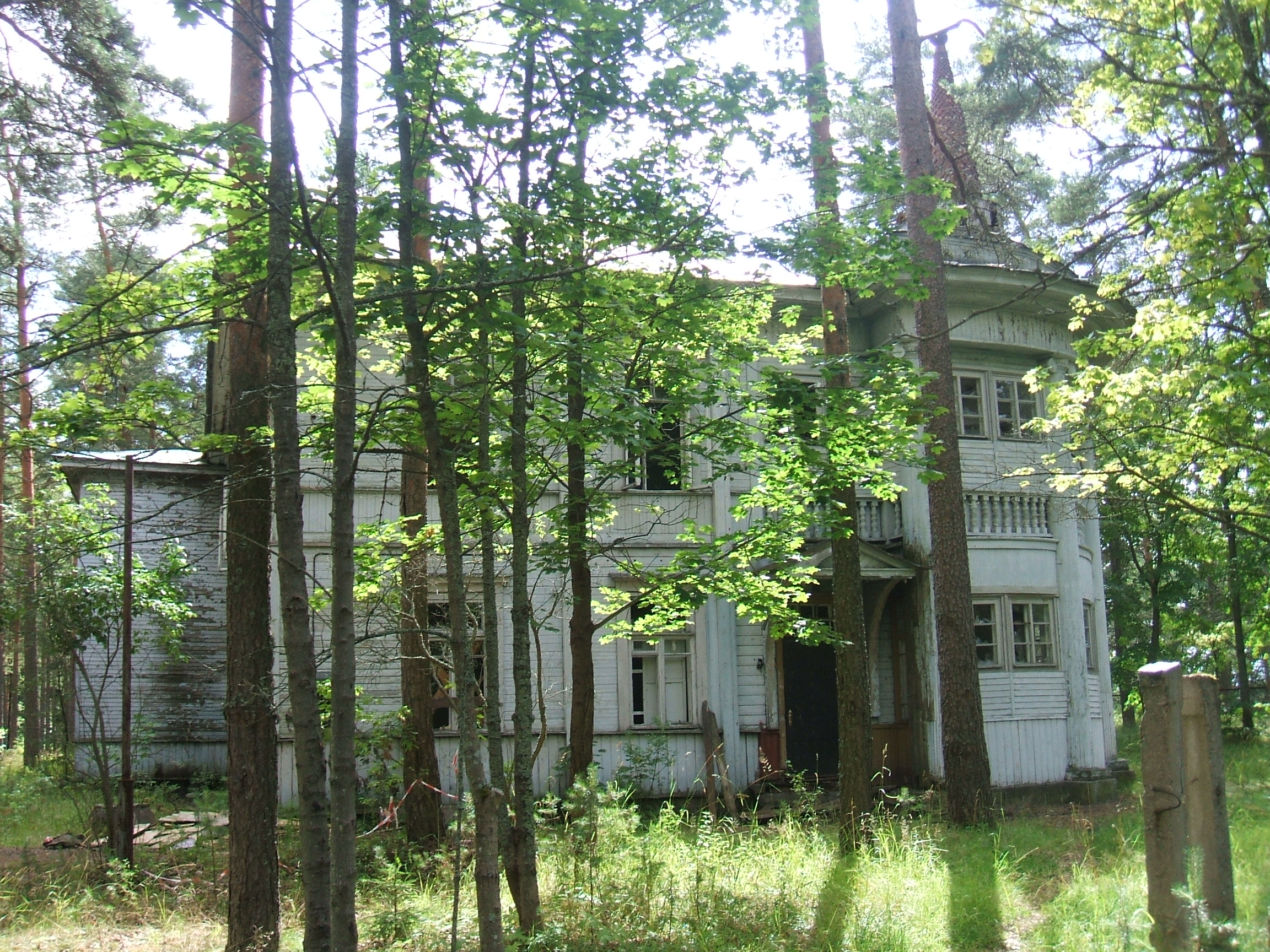
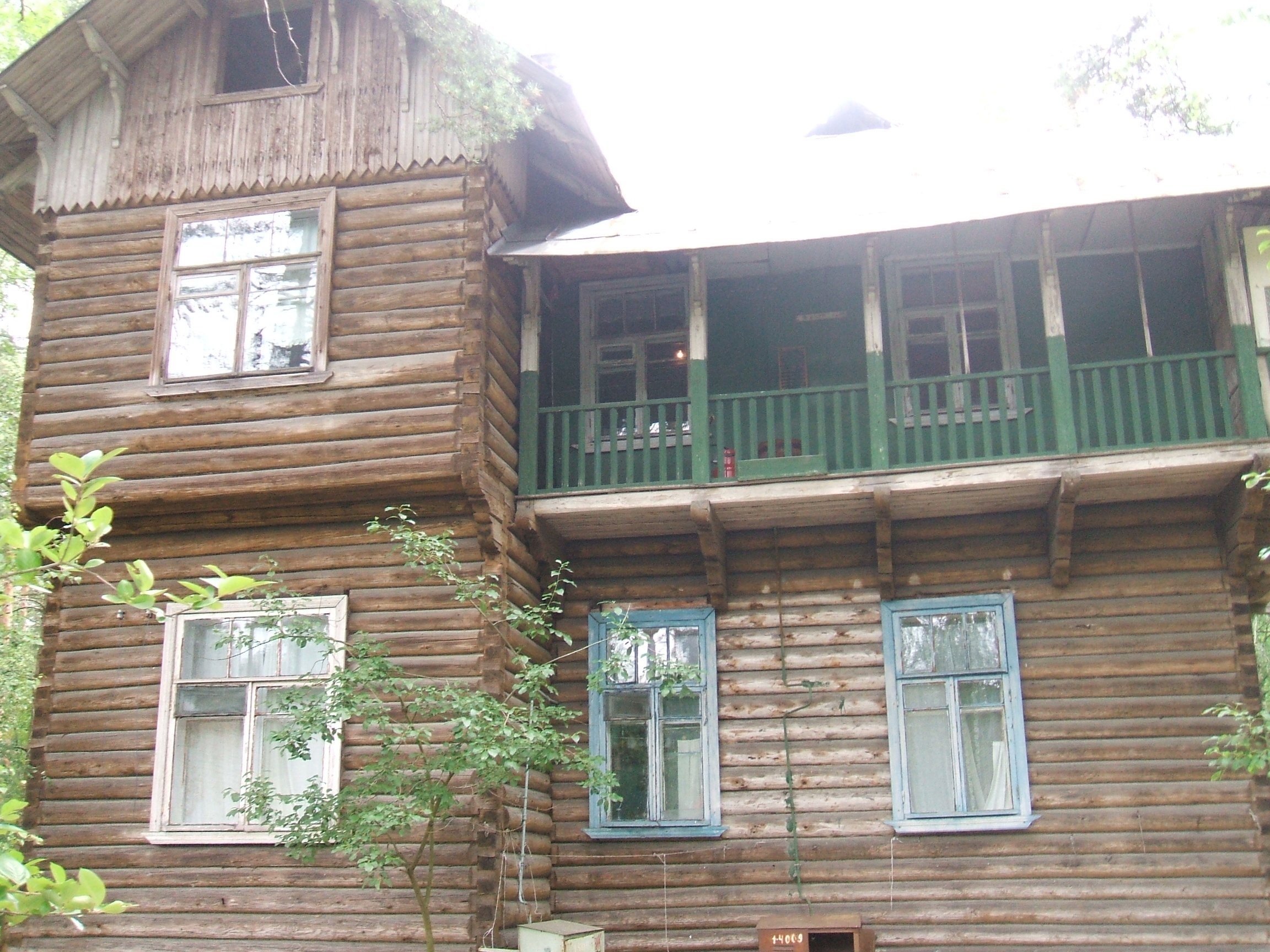
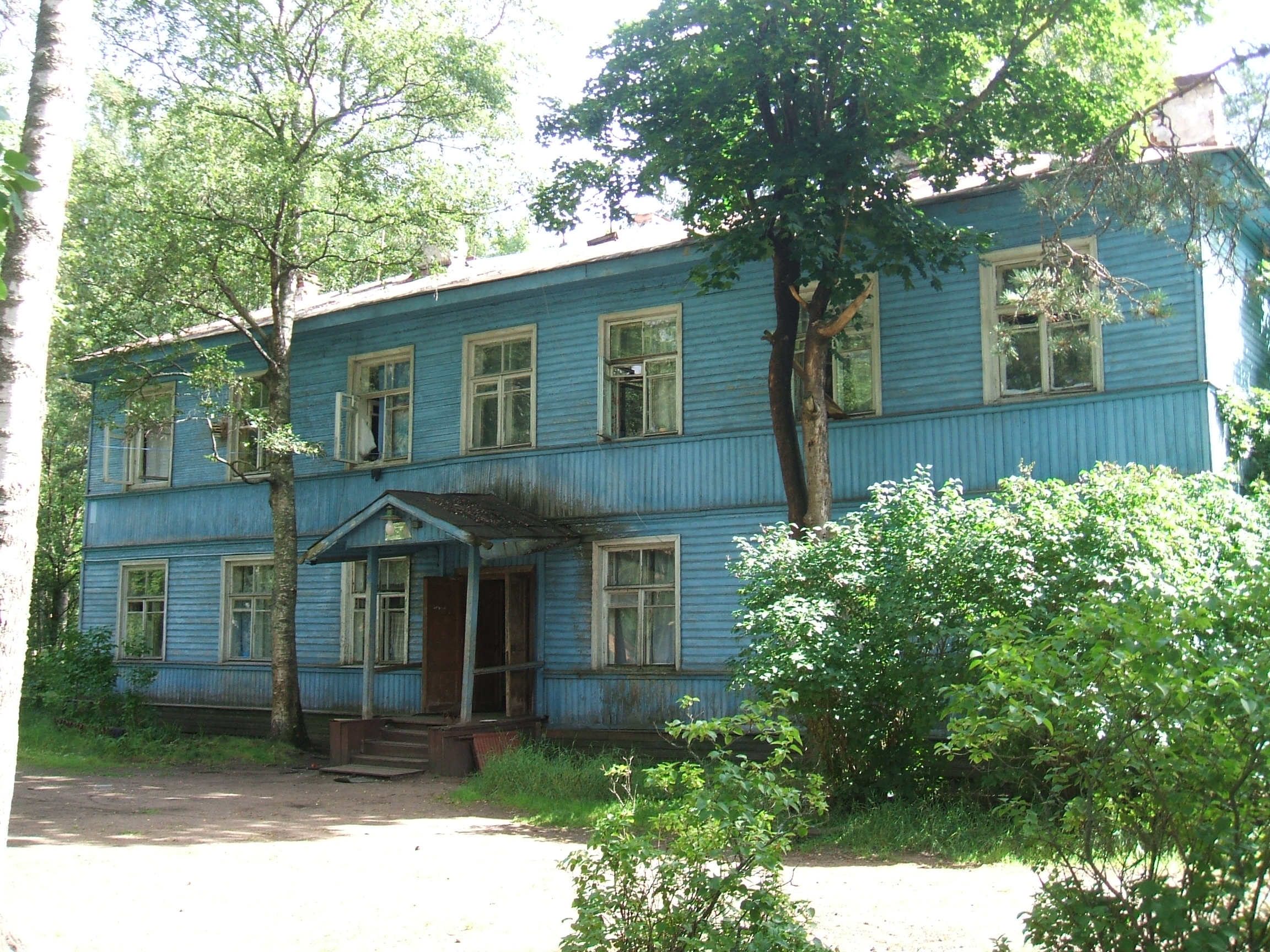
Пляжевая 10/2

Санатории и ДОУ
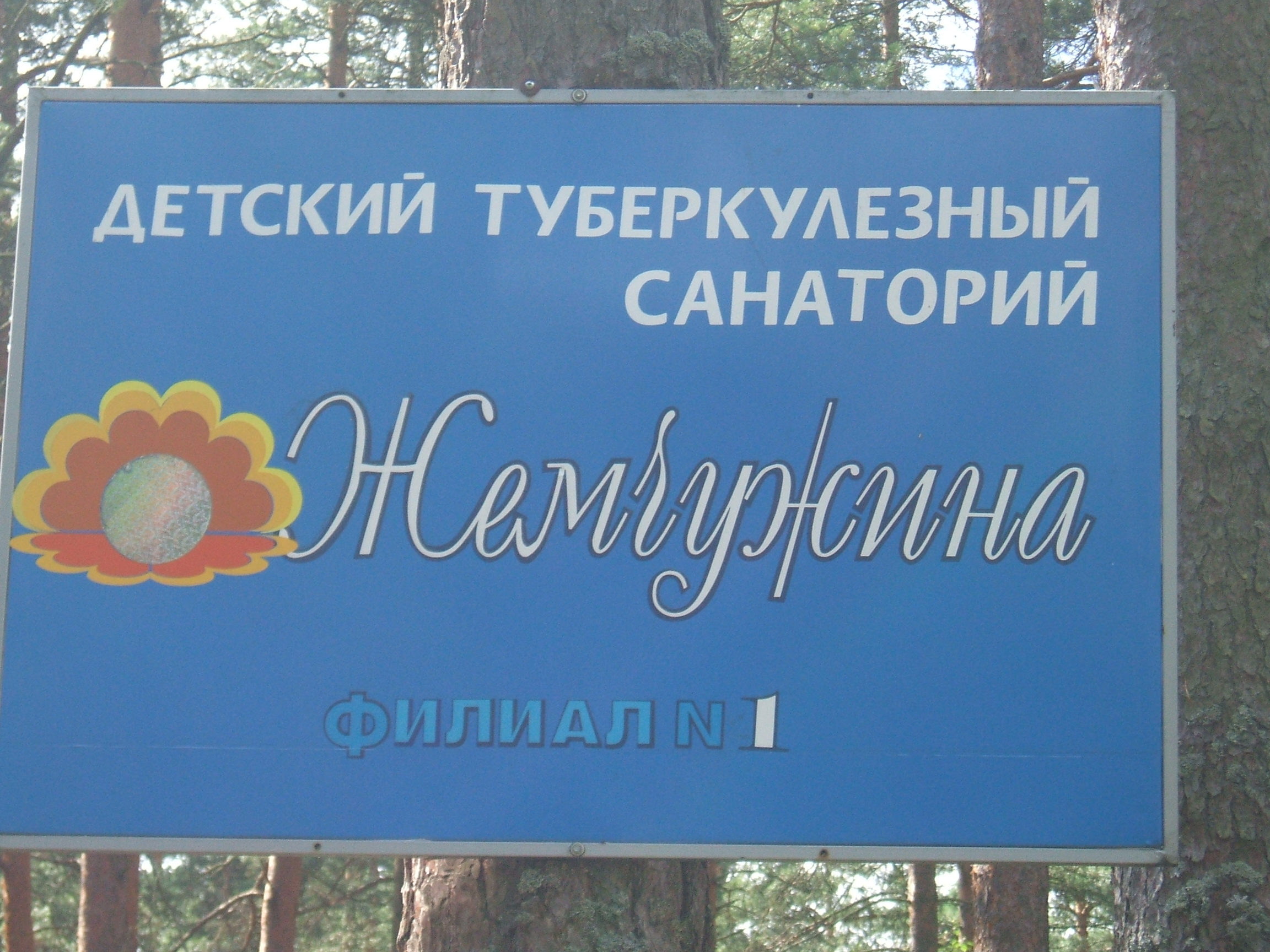
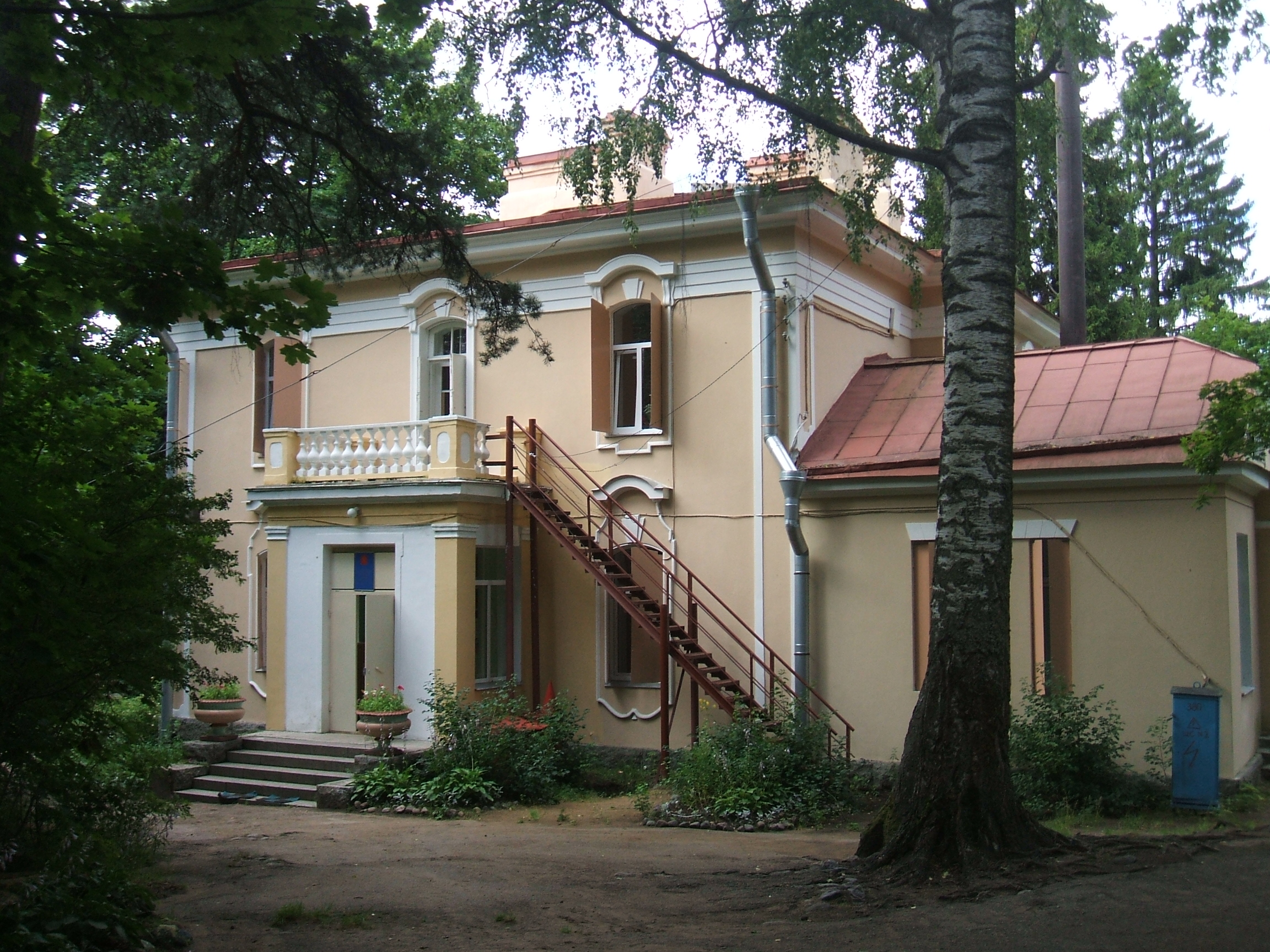

История
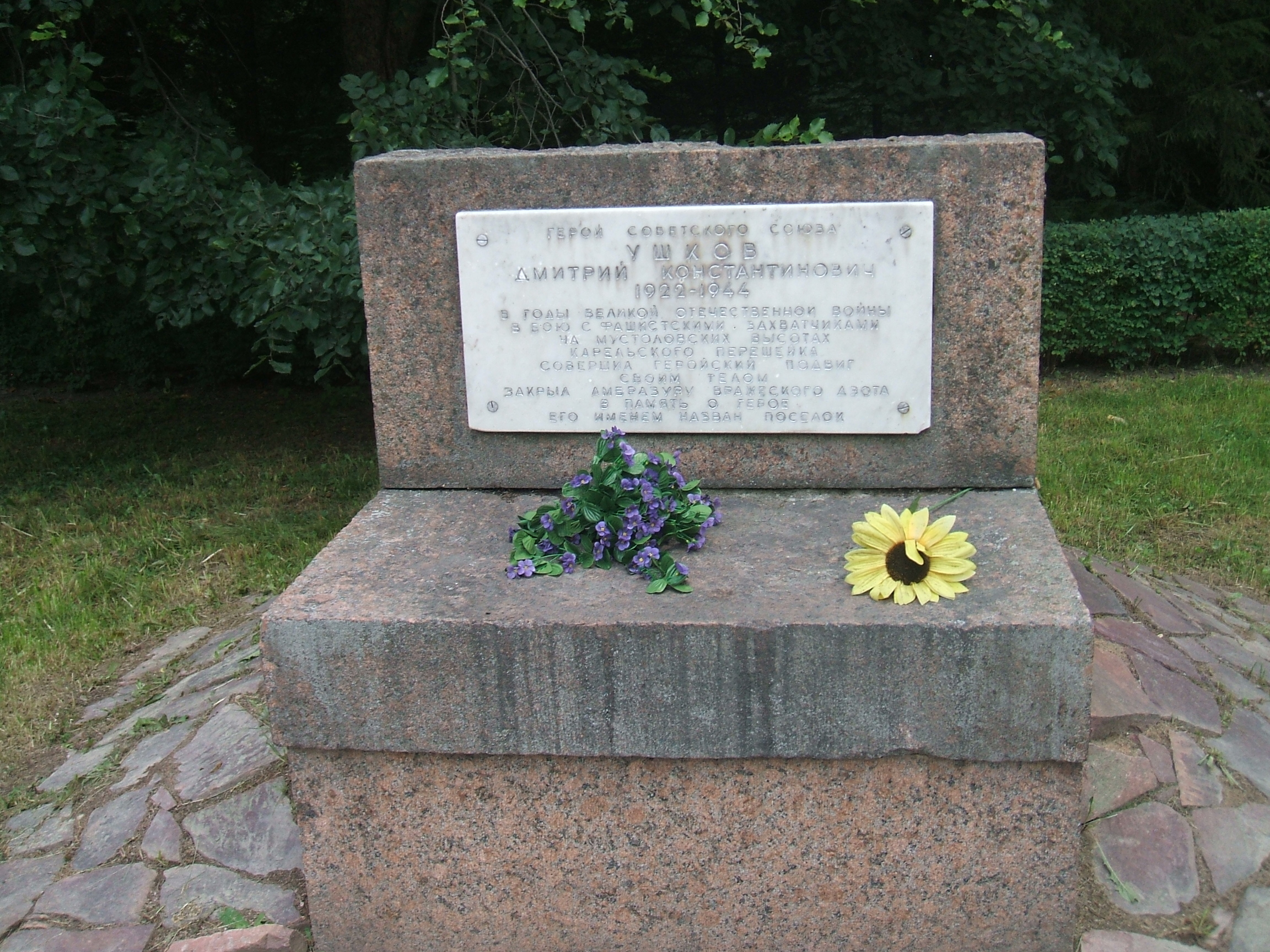
В его честь назван Посёлок
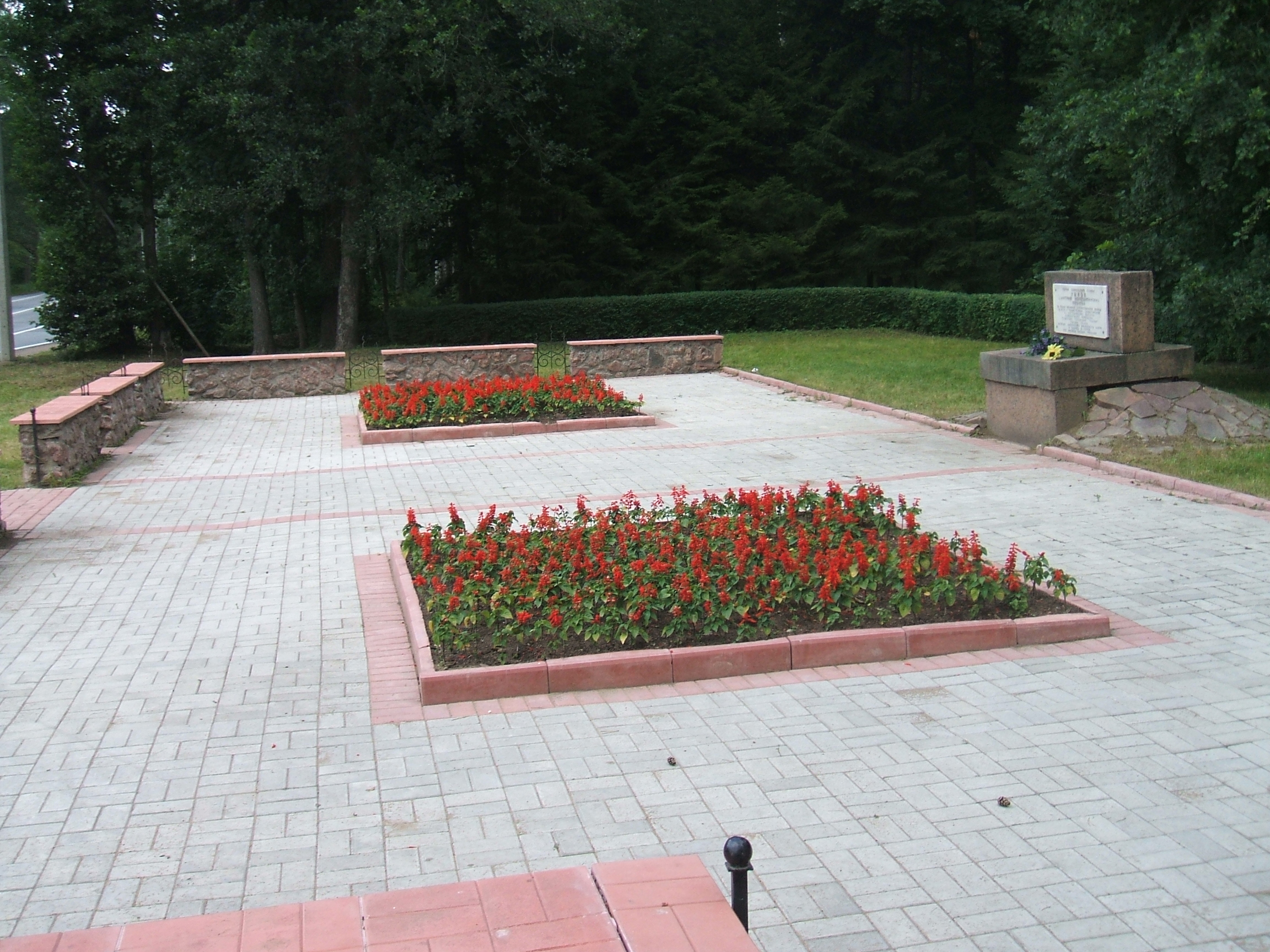
Мемориал на Приморском шоссе
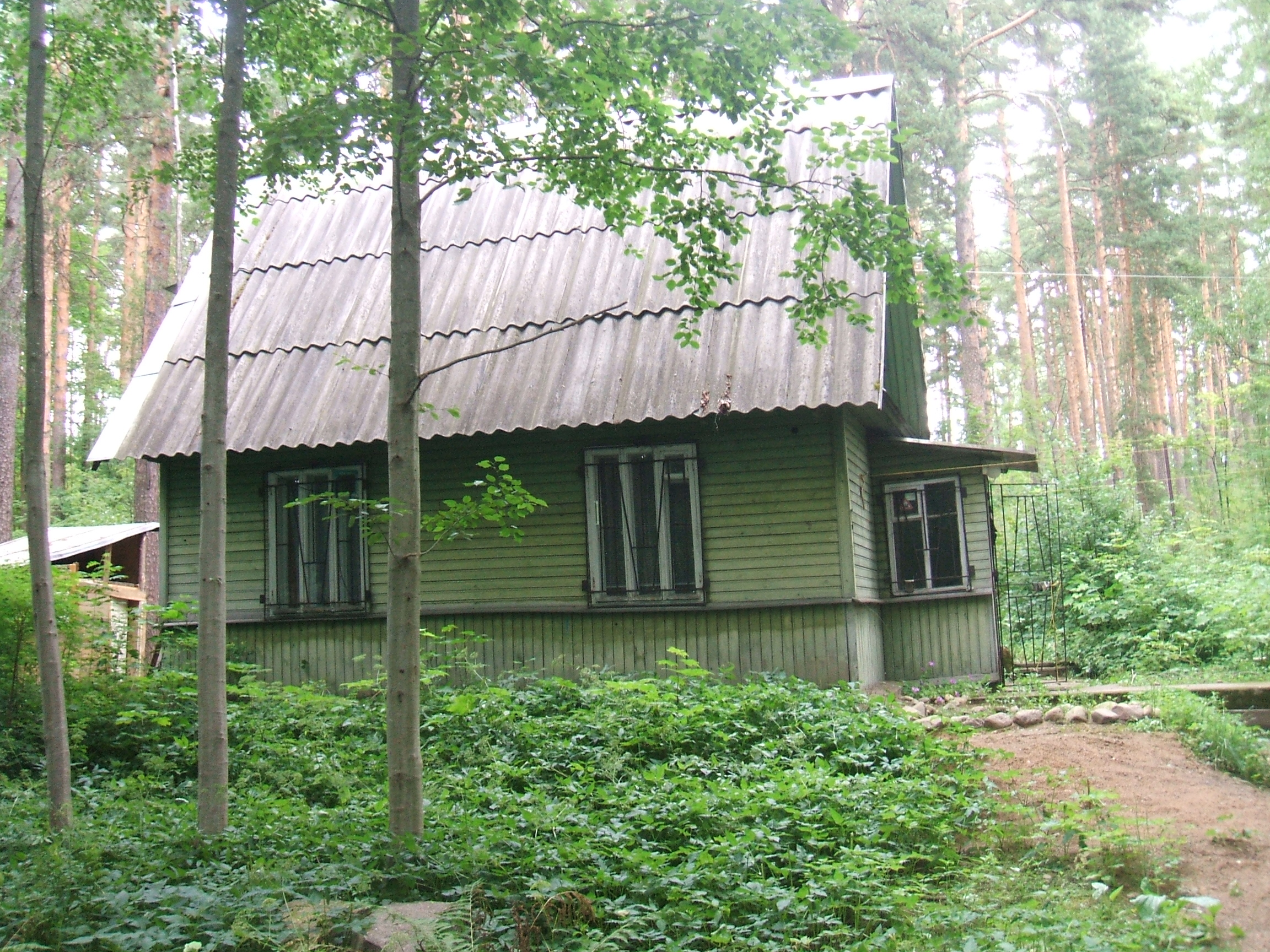

История до 1917 года
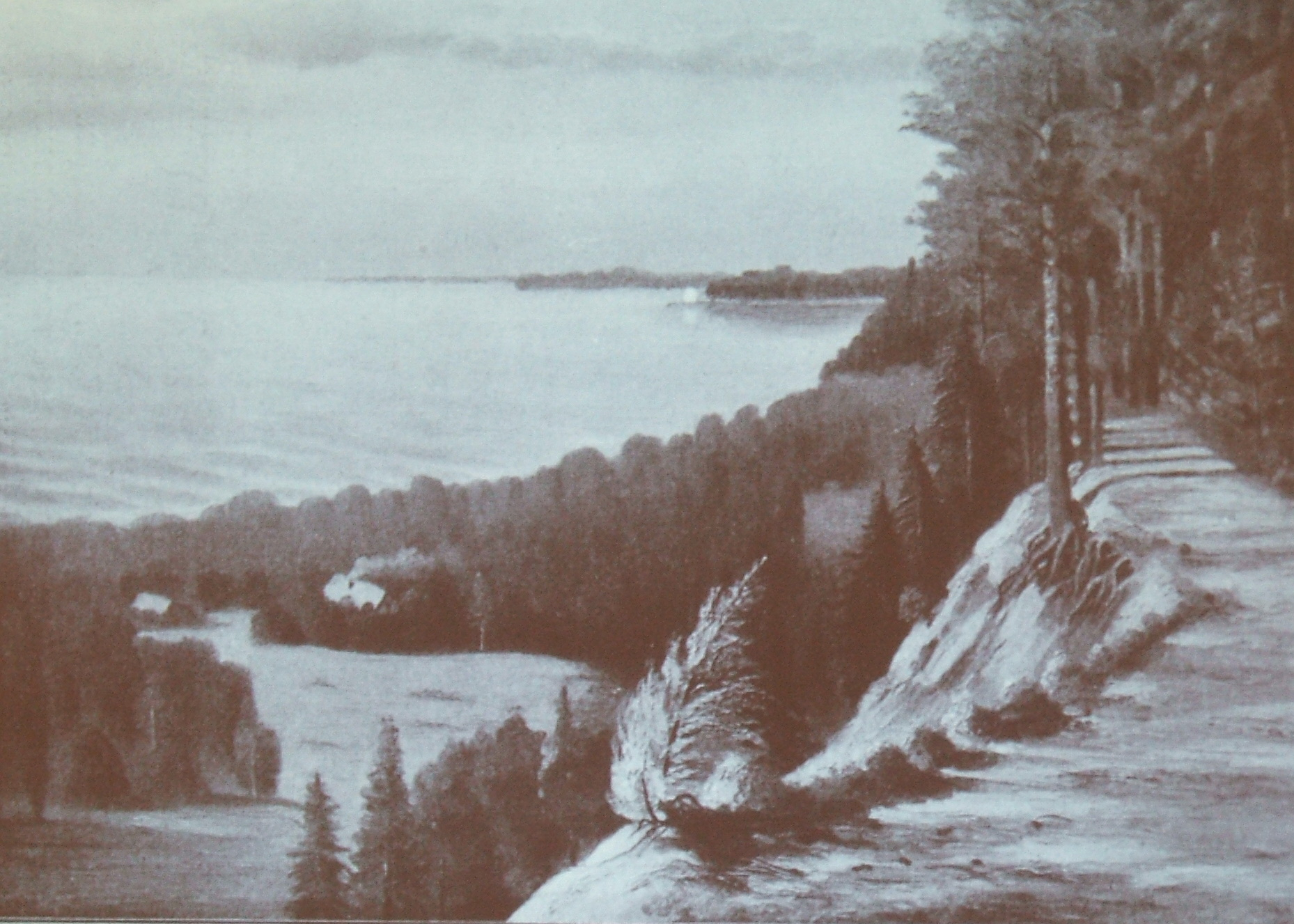
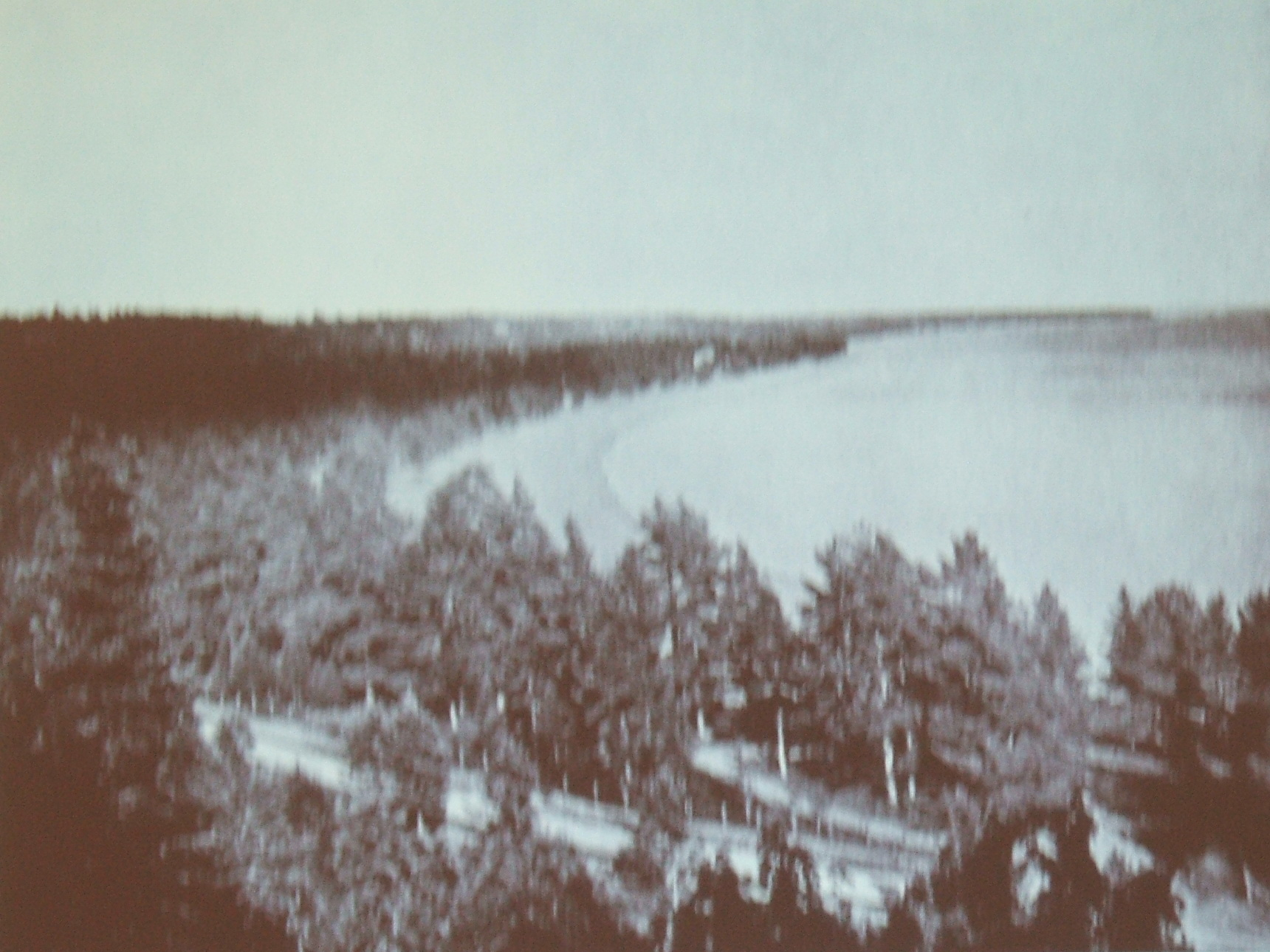
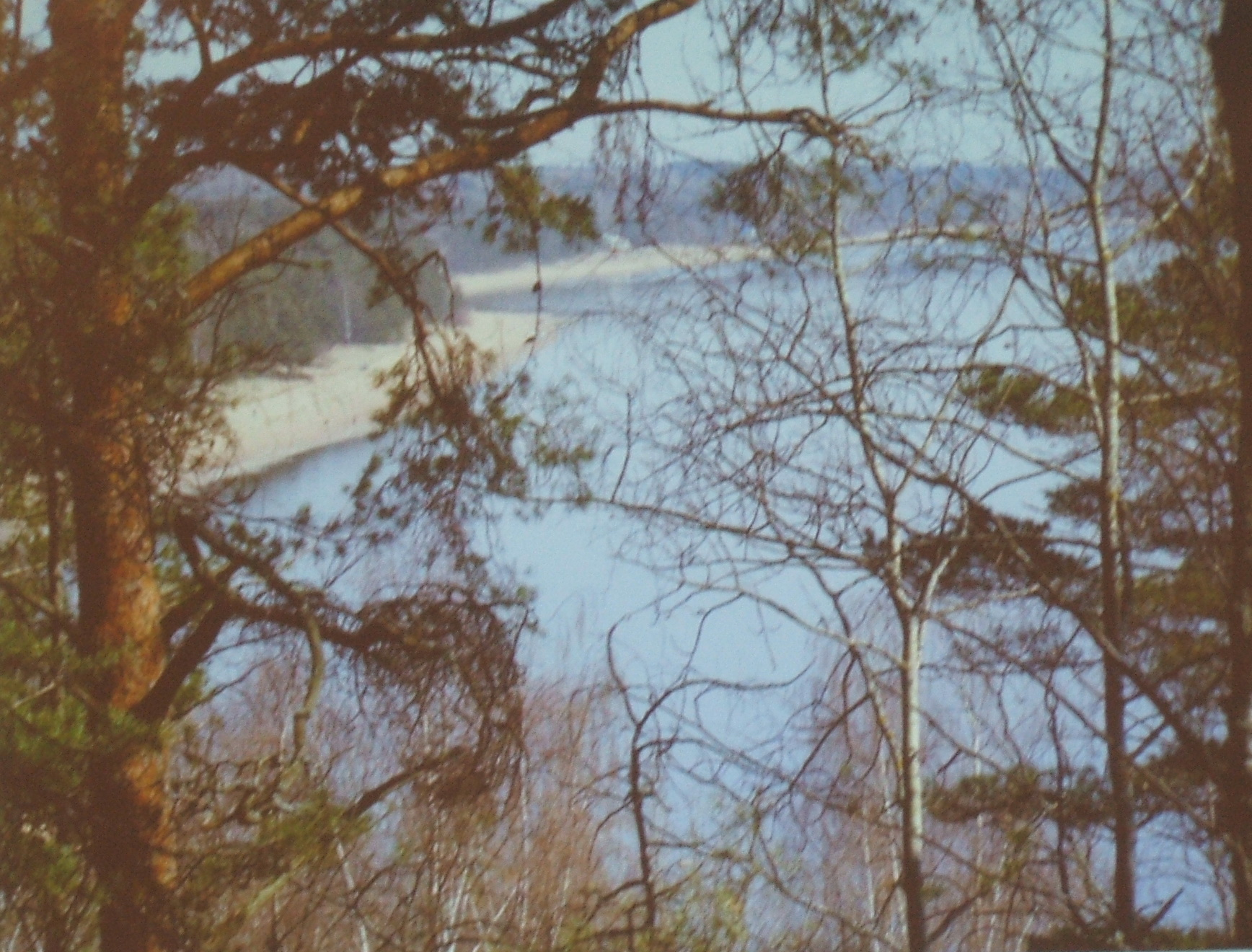
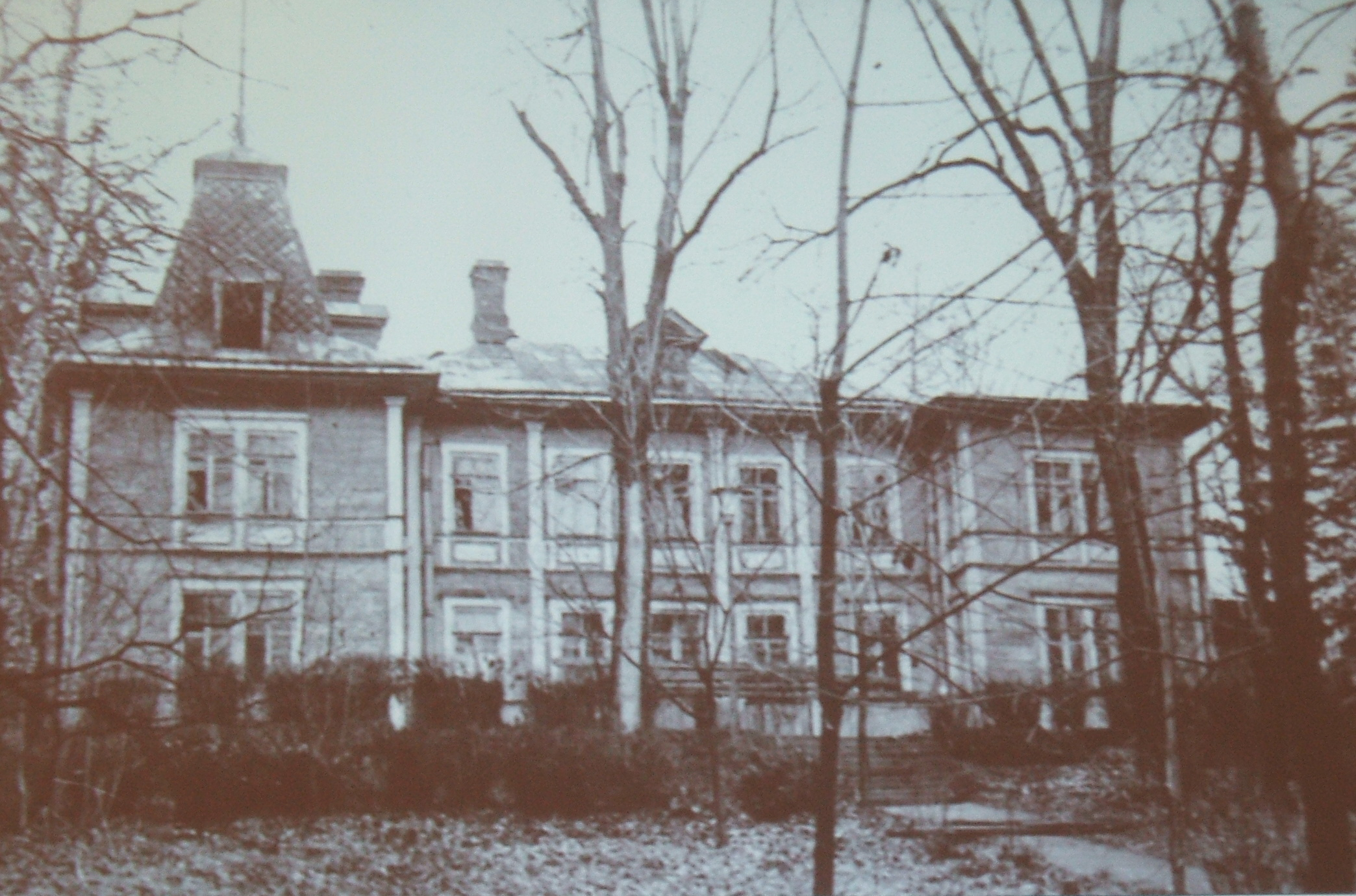
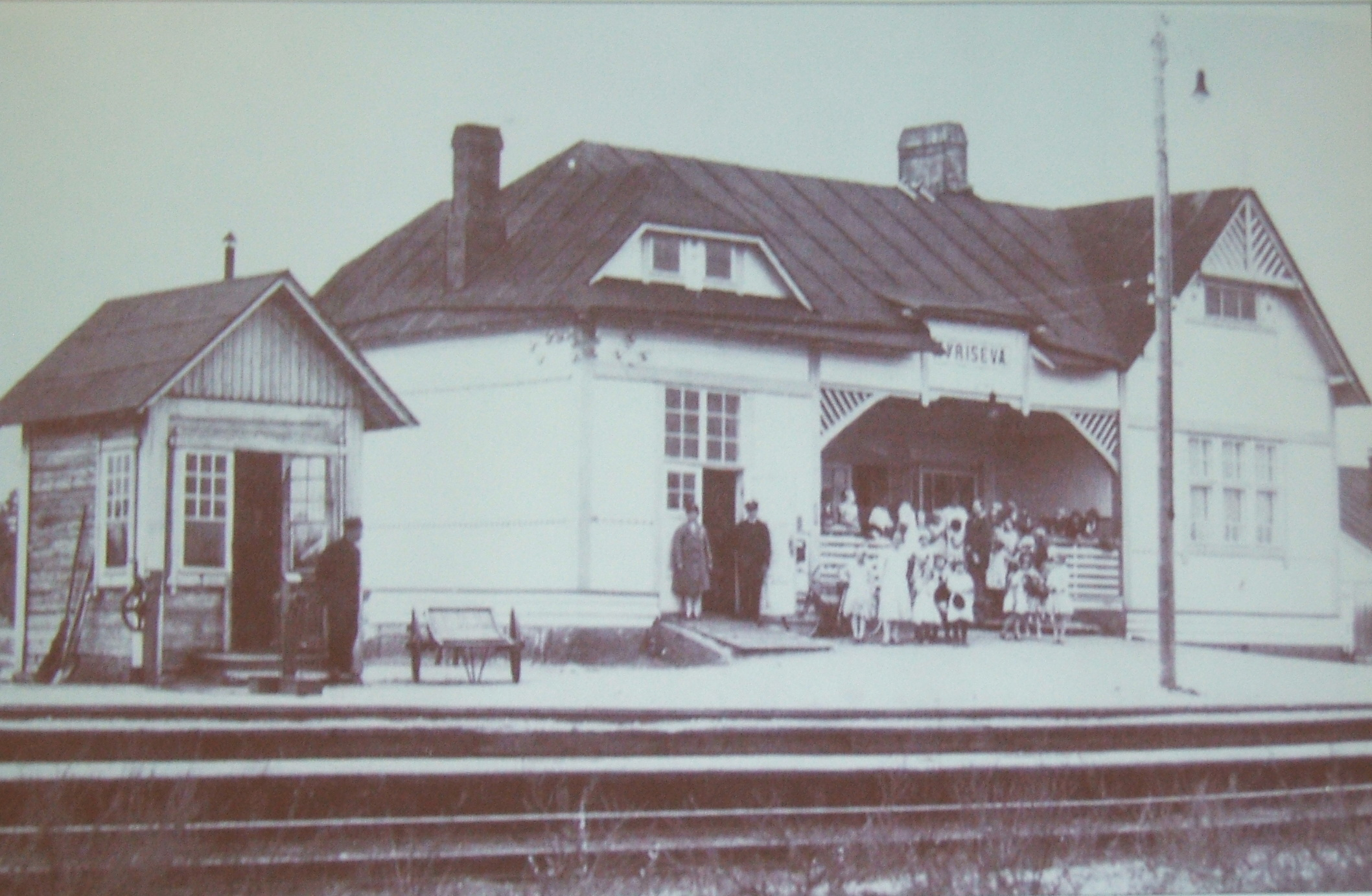
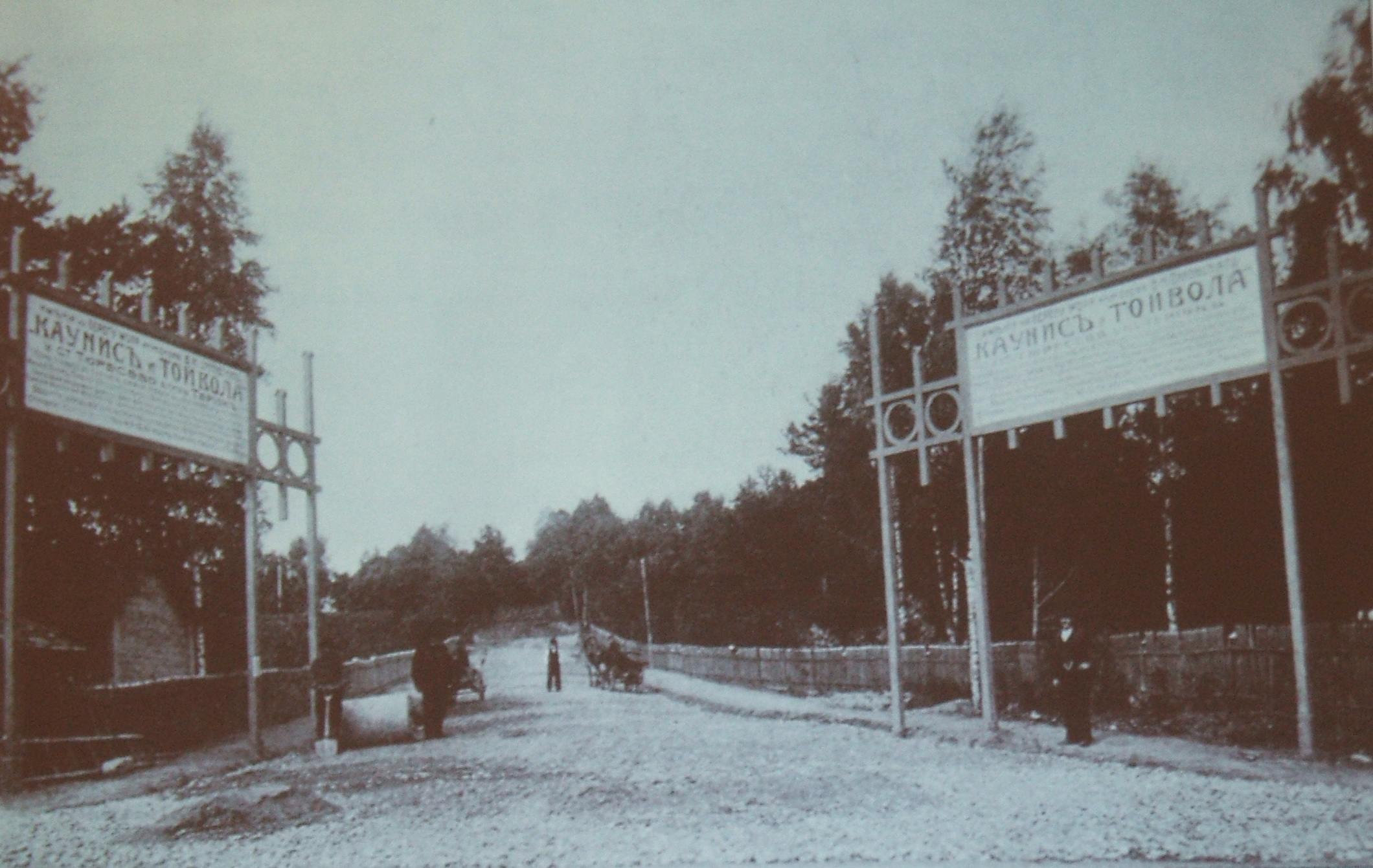
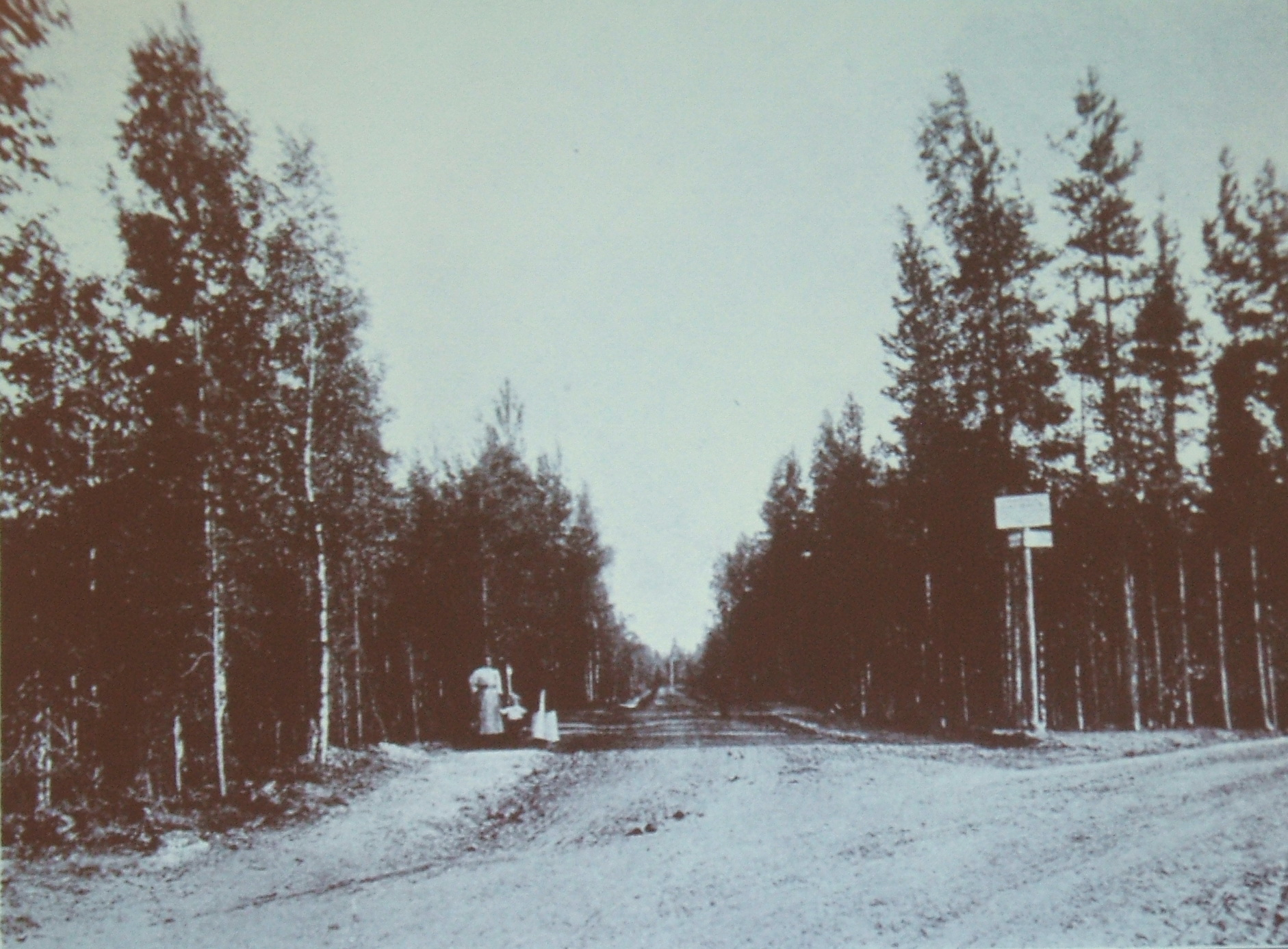
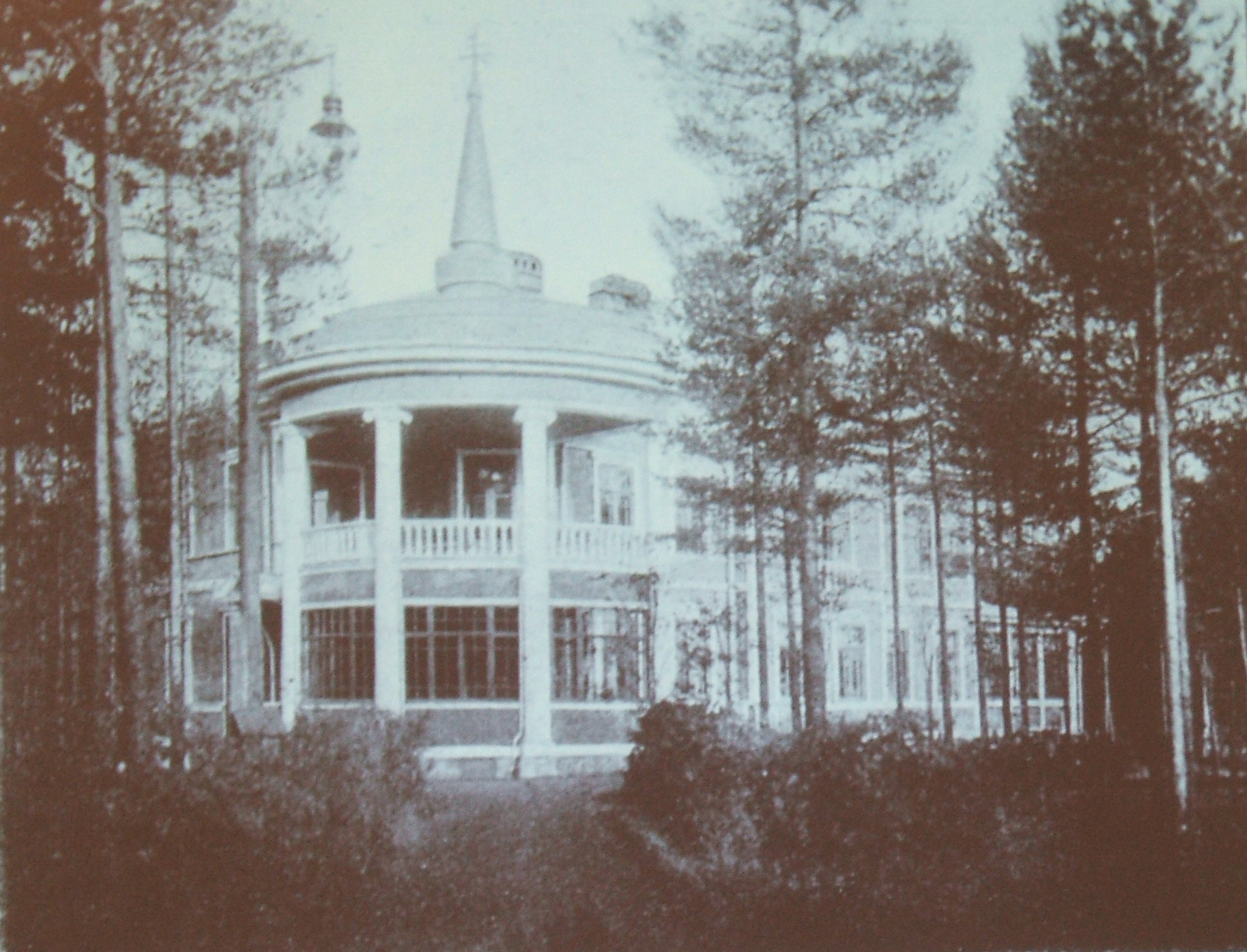
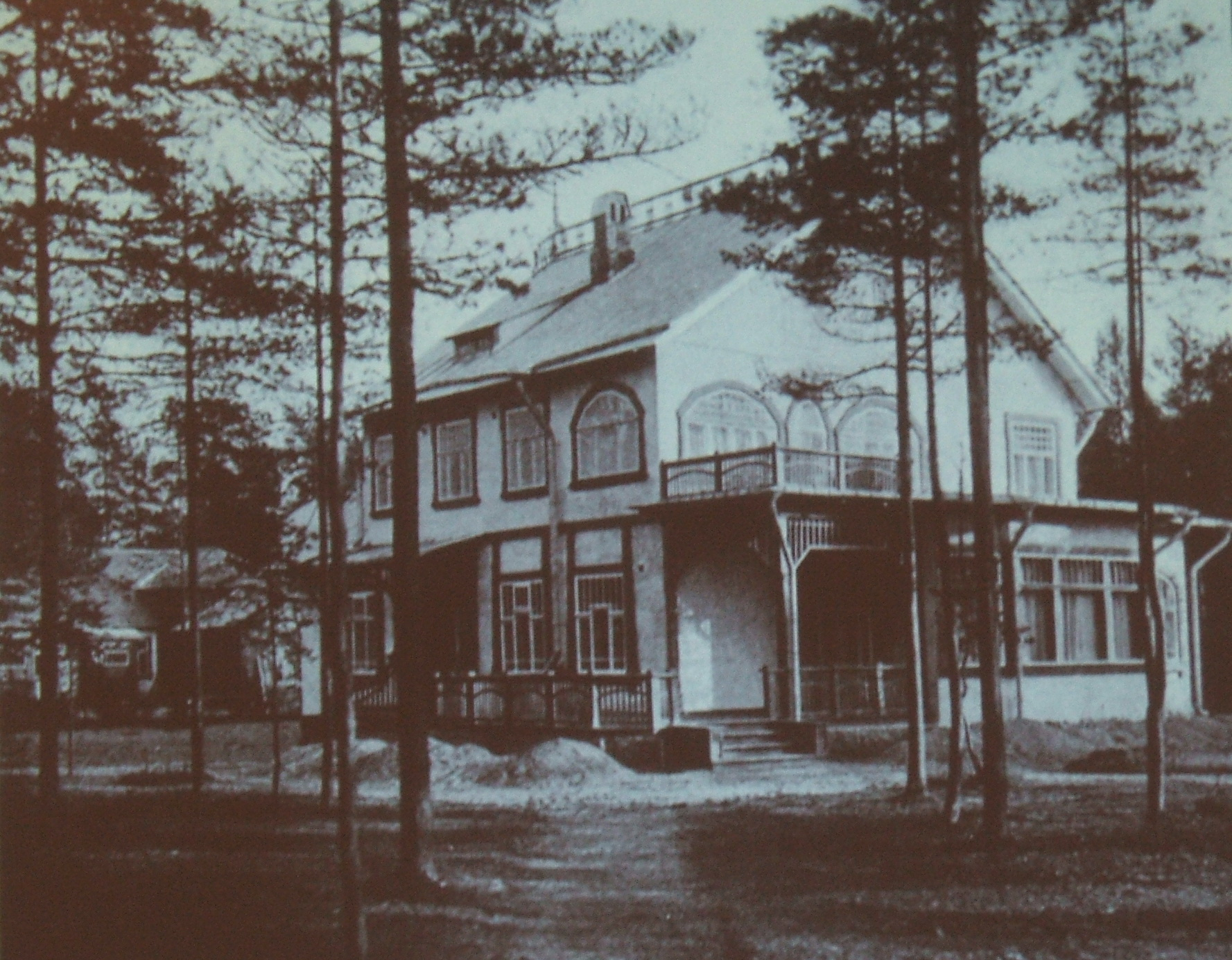
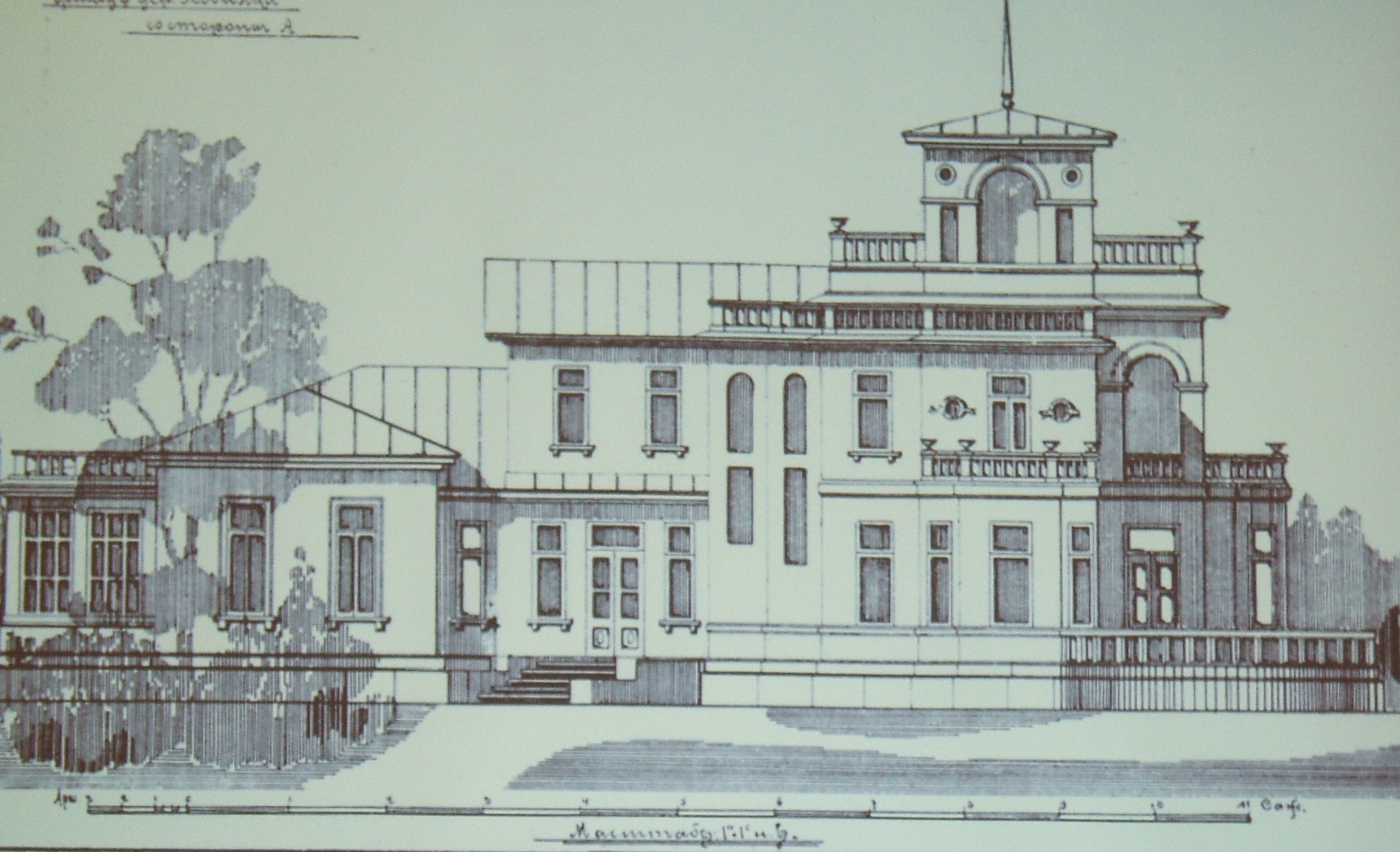
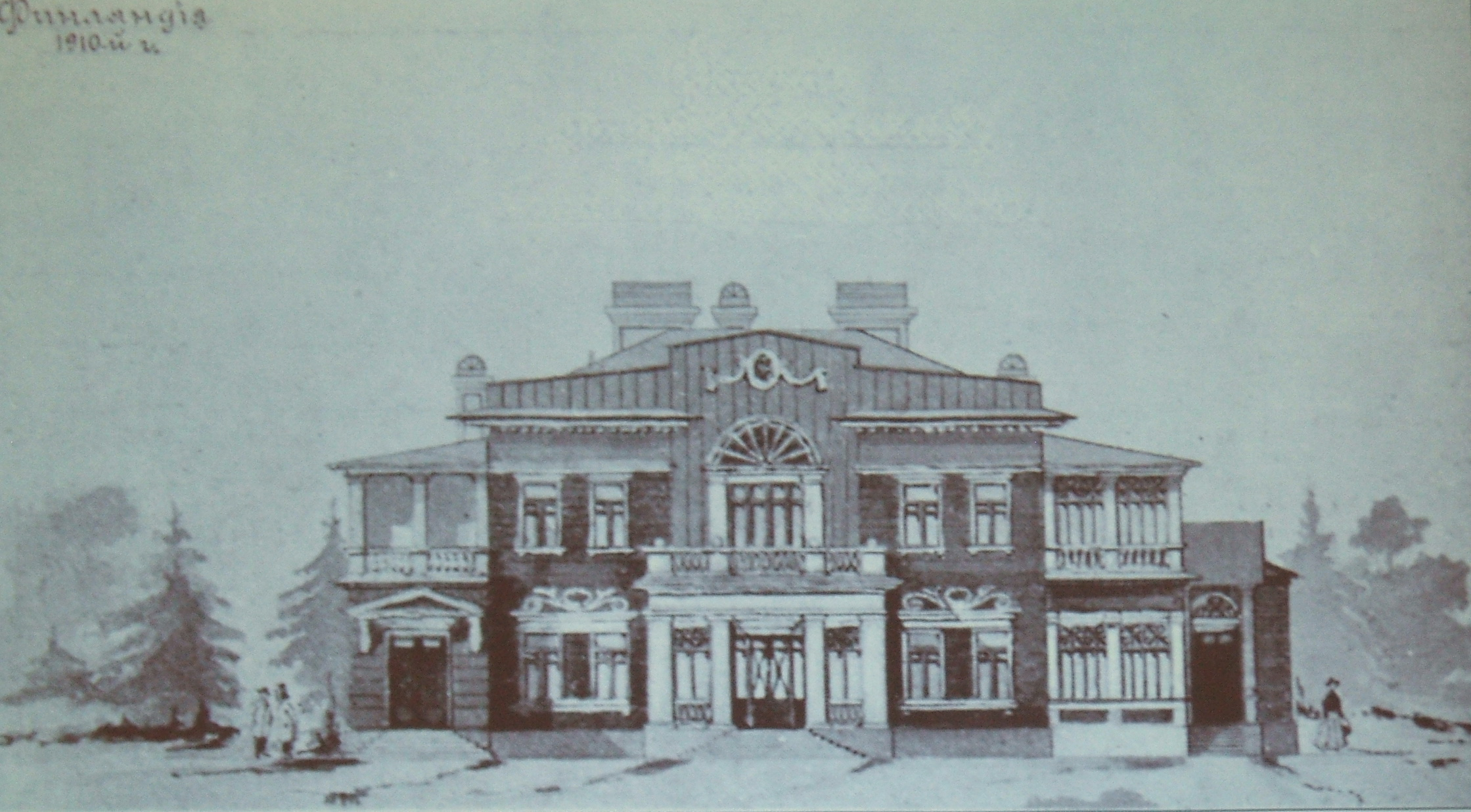
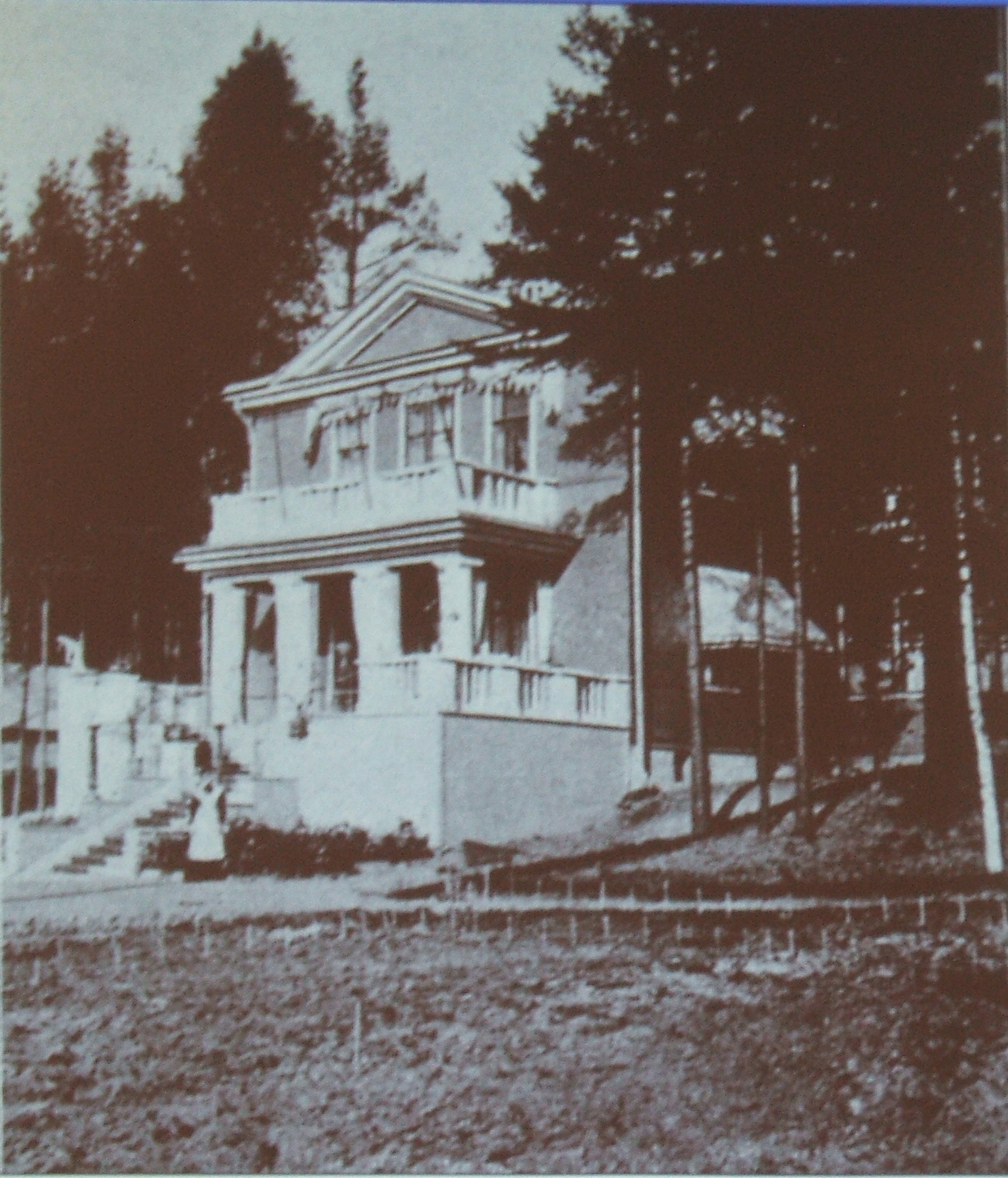
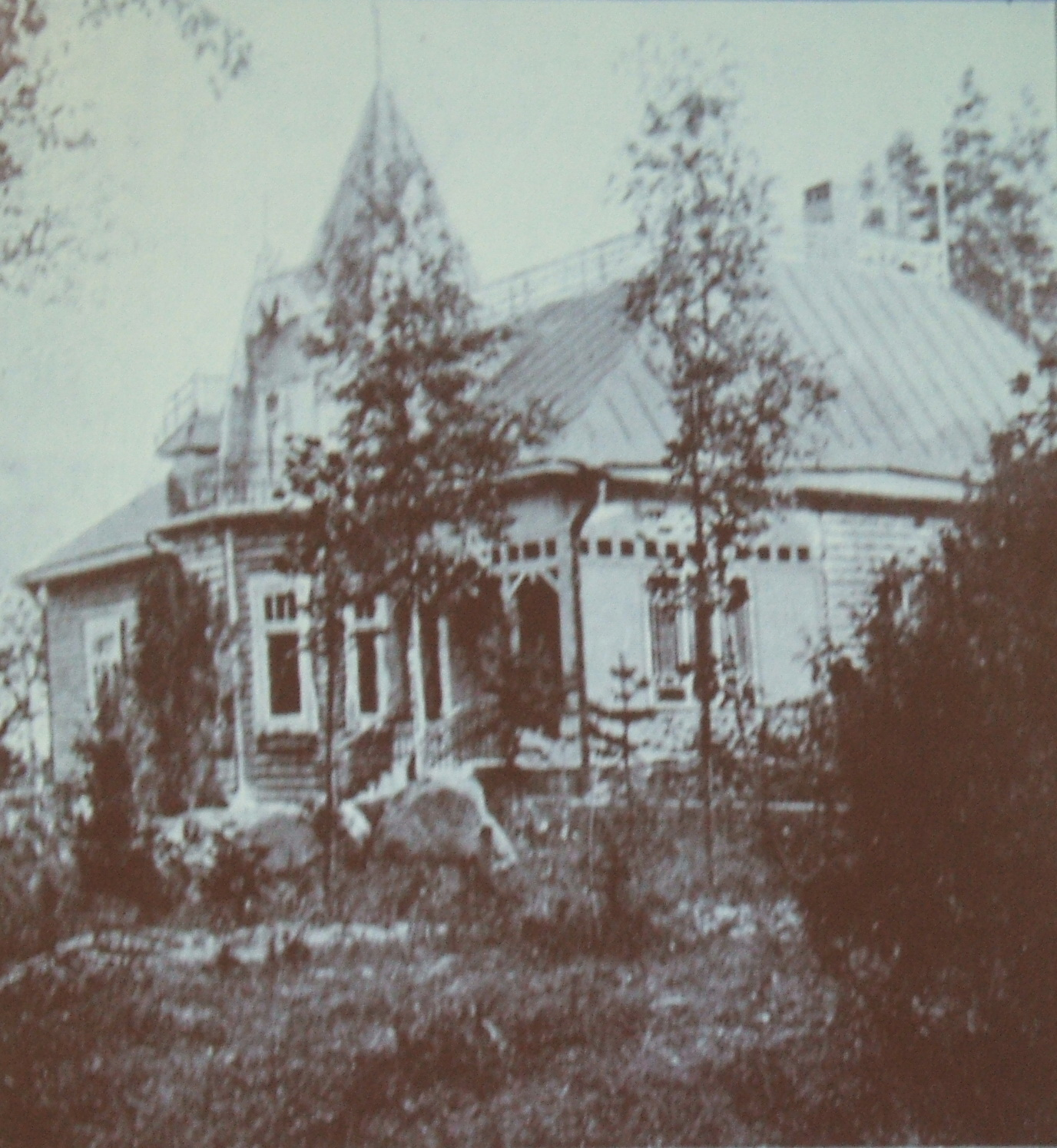
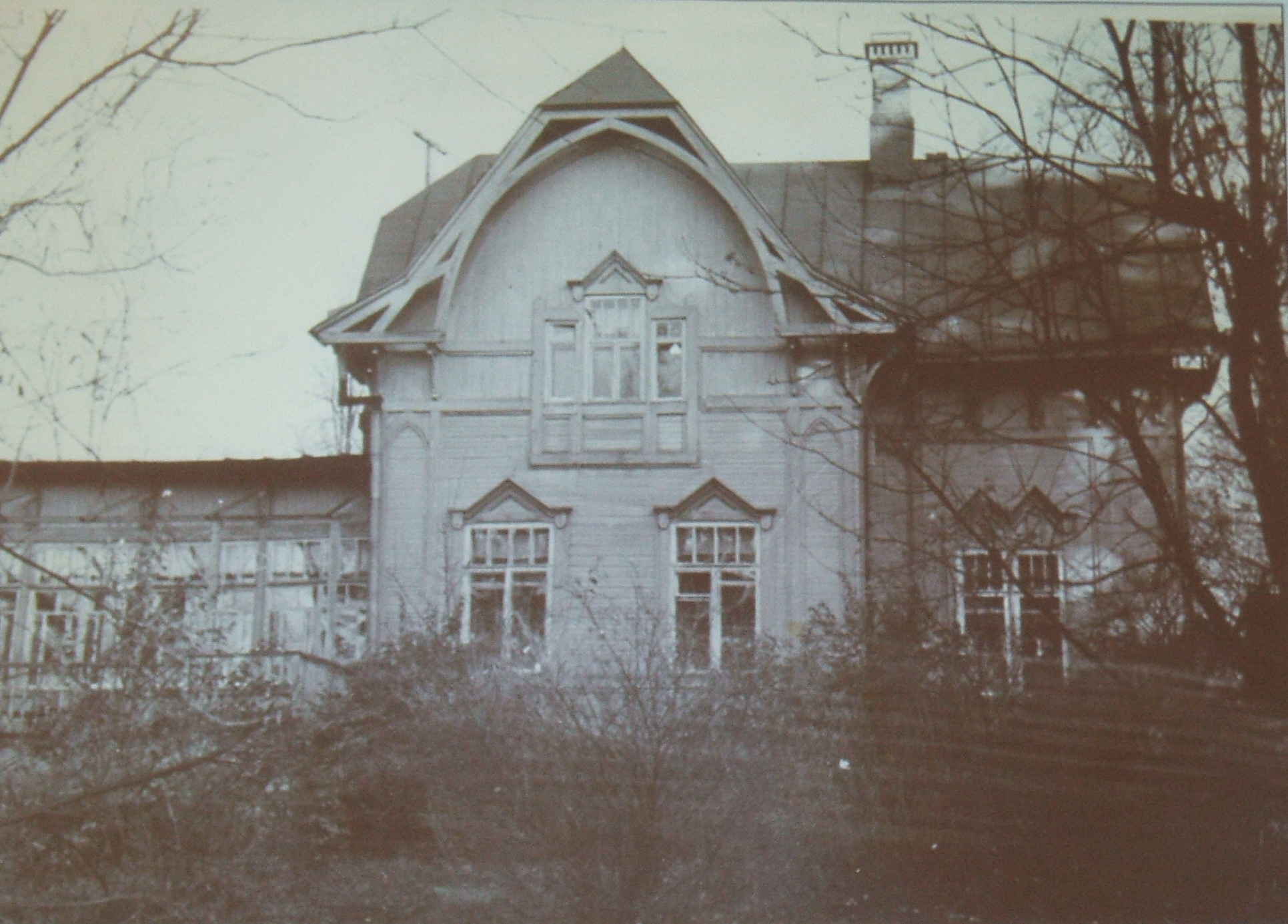